# Contrada Capitana dell'Onda
La Contrada Capitana dell'Onda è una delle diciassette suddivisioni storiche della città toscana di Siena.  
Rione esistente almeno dalla fine del Quattrocento, presenta quale stemma un delfino coronato alla reale natante nel mare, al centro di una bandiera dai colori bianco e celeste. 
Il suo territorio è situato nella parte meridionale del centro storico senese, all'interno del Terzo di Città. 
Prende parte al Palio di Siena, nel quale ha raccolto 41,5 vittorie ufficiali (47,5 per la contrada), l'ultima il 4 luglio 2024.
L'Onda riconosce quale contrada avversaria la Torre, mentre le sue alleate sono il Nicchio, la Tartuca e il Valdimontone.

## Territorio

### Le strade all'epoca del Bando
Il Bando di Violante di Baviera (1730) determina la suddivisione territoriale delle contrade senesi facendo riferimento ai palazzi e ai loro proprietari dell'epoca, basandosi quindi più sugli edifici che sulle strade. Esso viene ancora oggi considerato la disposizione di base per determinare gli effettivi confini delle contrade. Il Bando così descrive il territorio dell'Onda:
"Onda. n. 6. - Dall'arco di San Giuseppe per tutta la strada di San Salvatore colla metà del Mercato vecchio da detta parte entri in piazza presso il palazzo dell'Eccelsa Signorìa e quello comprenda fin dove abita il signor Capitano di Giustizia, salga nel Casato, prenda a man sinistra tutte le case fino atta Costa larga e da quella in su cammini per ambe le parti, comprendendo tutti i vicoli che sono verso San Salvatore, passi la svolta del Casato e prendendo le case a man sinistra passi pell'arco di Sant'Agostino, tenendo per quella parte fino a San Giuseppe, ed appartenga ad essa la strada di Fontanella fino a porta Tufi."
Il letterato e commediografo senese Girolamo Gigli così riportò nel suo Diario Sanese, pubblicato postumo nel 1723:
(Girolamo Gigli, Diario Sanese)

### Le strade ai nostri giorni

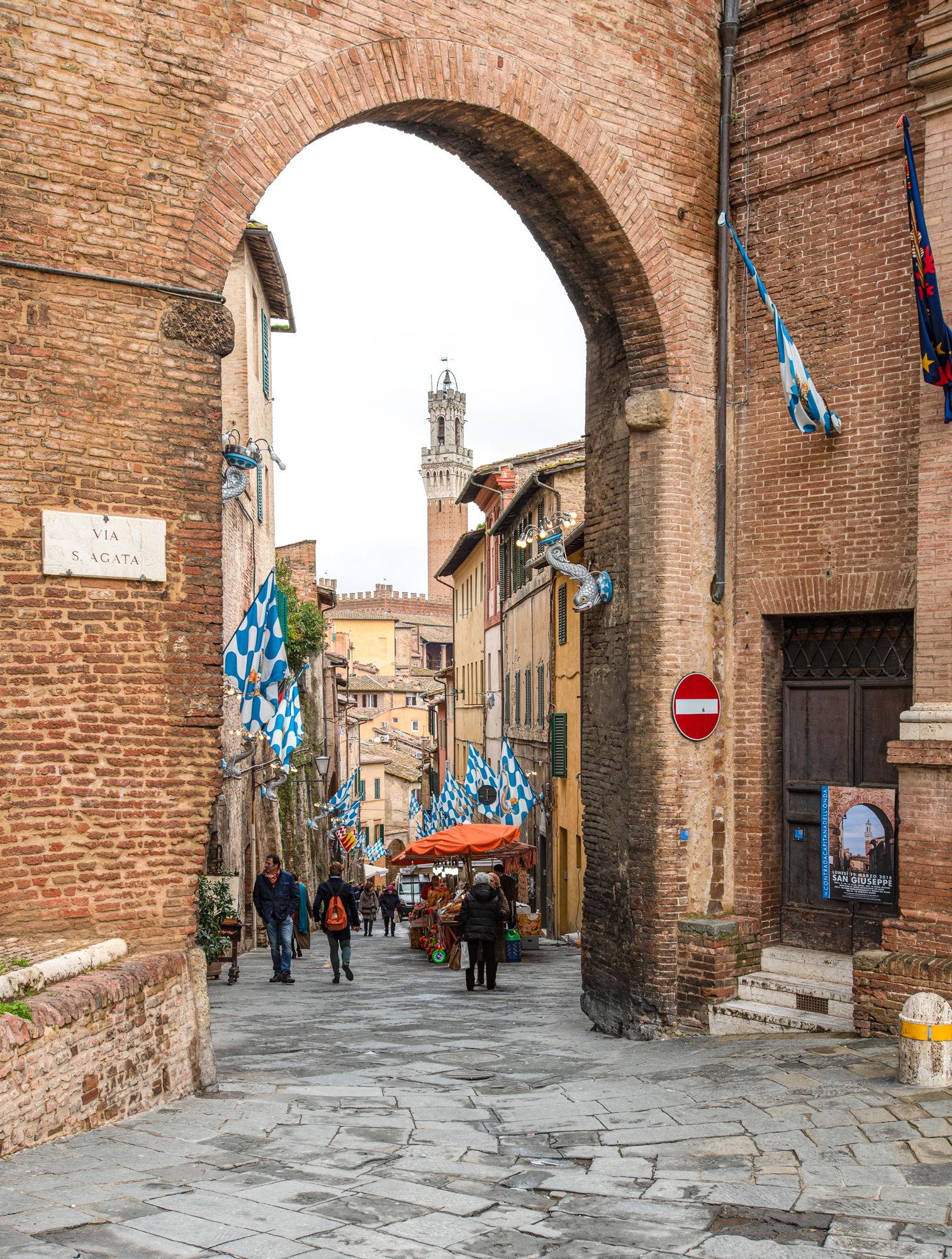
L'arco di San Giuseppe e via Giovanni Duprè, strada principale dell'Onda

Via di Malborghetto è l'antico nome dell'odierna via Giovanni Duprè, così rinominata nel 1871 in omaggio all'omonimo scultore, ivi nato.
Il toponimo "Malborghetto", che tutt'oggi identifica colloquialmente la contrada, deriva dal remoto aspetto del rione, un tempo fra i più pittoreschi, ma anche poveri e malfamati di Siena. Fino alla prima metà del Novecento la maggioranza della popolazione, quella di umile estrazione sociale, risiedeva in via Duprè e nelle traverse con via del Casato di Sotto; su quest'ultima, invece, si affacciavano i palazzi più eleganti, abitati da nobili e borghesi: la contrada era l'elemento unificatore fra le due realtà.
Il Palazzo dell'Eccelsa Signorìa è il Palazzo Pubblico, oggi sede del comune di Siena, di cui ricade nell'Onda la porzione, adiacente a via Duprè, già residenza del Capitano del Popolo. Tuttavia, per antica consuetudine, l'edificio comunale (così come il Duomo e Piazza del Campo) è escluso dall'effettiva giurisdizione delle contrade.
L'Osteria della Lupa era un'antica osteria situata all'inizio di via Duprè. Traeva il nome da una lupa dorata realizzata nel 1429 da Giovanni di Turino e posta sulla colonna portastendardo del Palazzo Pubblico al fine di renderne riconoscibile l'ingresso ai forestieri.
L'Arco di San Giuseppe, accanto all'omonima chiesa, è ciò che resta della Porta di San Salvadore, creata con l'ampliamento delle mura di Siena nel XIII secolo e così chiamata poiché presidiata dall'omonima compagnia militare. Con l'ulteriore allargamento della cinta nel 1290 e la creazione di Porta Tufi nel 1326, fu ribattezzato "Arco di Sant'Agata". Nel 1522, con l'inizio della costruzione della Chiesa di San Giuseppe, assunse l'odierna intitolazione.
L'Arco di Sant'Agostino si erge laddove via di San Pietro sbocca su via di Sant'Agata. Fu porta cittadina fino al 1325, quando venne aperta via dei Tufi.
La Fonte Serena fiancheggia la scalinata tra via del Casato di Sotto e il vicolo della Fonte. Risalente al 1539, fu edificata a seguito di una petizione presentata dagli abitanti del luogo al governo della Repubblica di Siena nel 1532.
La strada di Fontanella riceve il nome dall'omonima fonte, già attestata nel 1263. Già nota come Fonte di Sant'Agostino o degli Eremiti, è situata ai piedi del colle di Sant'Agostino.

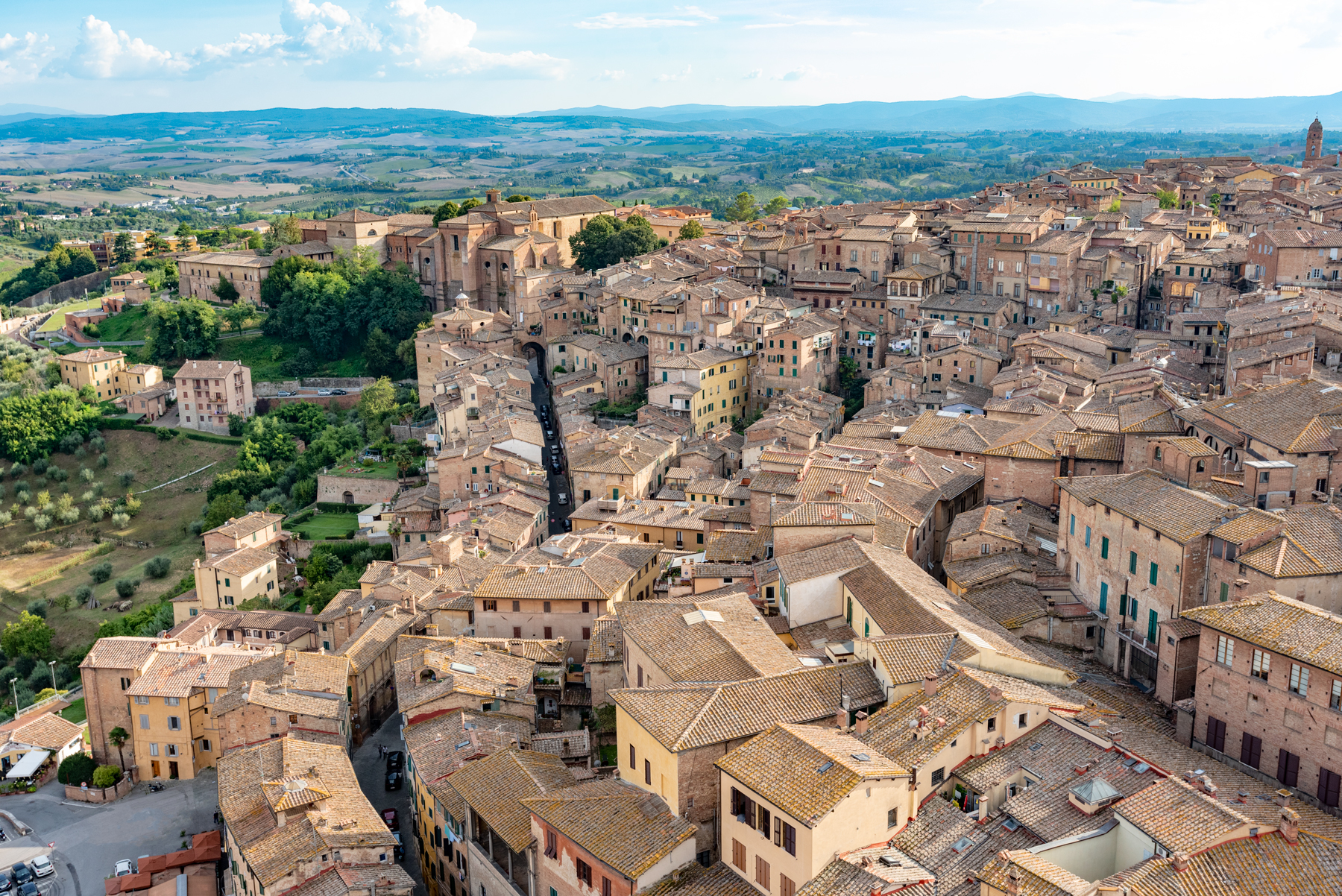
Il territorio della Contrada Capitana dell'Onda visto dalla sommità della Torre del Mangia

Il territorio della Contrada, ricompreso nel Terzo di Città, è oggi costituito dalle seguenti vie e piazze:
Vie:
- Giovanni Duprè
- Casato di Sotto (parte)[20]
- Casato di Sopra
- di San Pietro (parte)[21]
- di Fontanella
- delle Lombarde
- della Fonte
- del Mercato
- di Porta Giustizia (parte)[22]
- del Sambuco
- di Sant'Agata (parte)[23]

Vicoli:
- delle Pietre
- di San Salvadore
- della Stufa
- degli Ugurgieri
- della Fonte

Piazze:
- del Mercato (parte)[24]

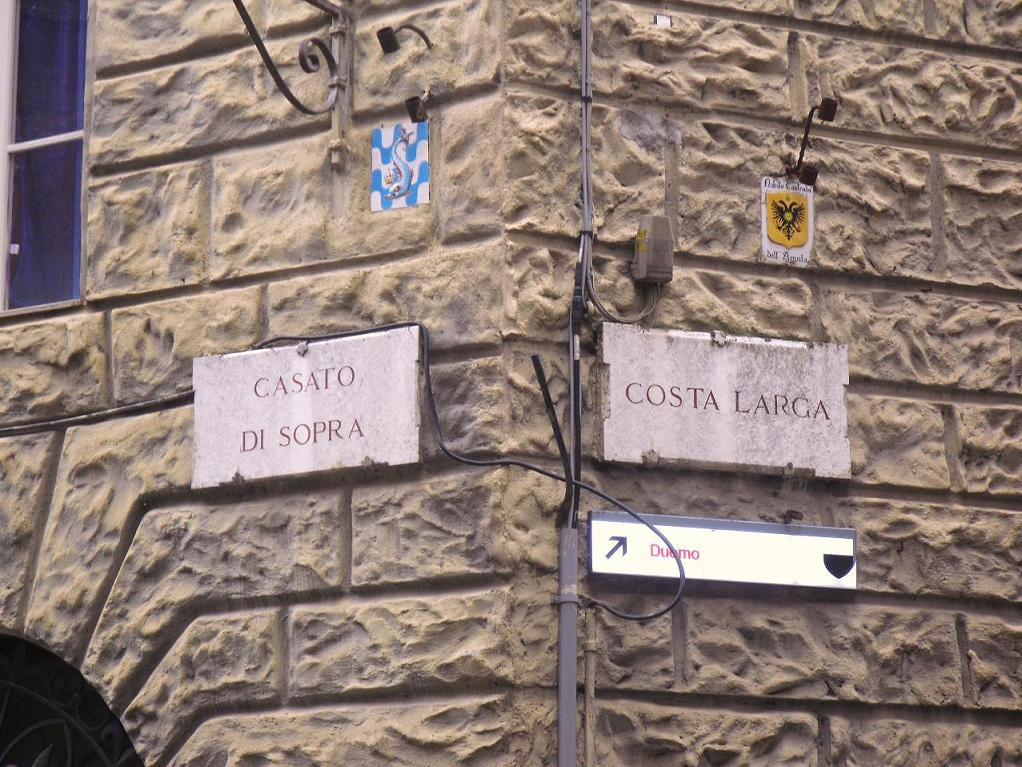
Emblemi dell'Onda (a sinistra) e dell'Aquila (a destra) nell'angolo tra il Casato di Sopra e la Costa Larga, punto di confine tra i territori delle due Contrade

Il territorio ondaiolo confina con quello di altre quattro contrade:
- a sud-ovest con la Tartuca, da cui è separata da via di San Pietro e via di Sant'Agata. Il territorio dell'Onda comprende l'intera via di Fontanella[19] fino al suo sbocco su via Pier Andrea Mattioli, invece inclusa per ambo i lati in territorio tartuchino;[25]
- a nord-ovest con l'Aquila, da cui è separata dal Casato di Sotto. Nella seconda metà del XVII secolo, a seguito della temporanea scomparsa di detta contrada, l'Onda ne assorbì parte del territorio. Il Bando di Violante (1730) assegnò all’Aquila, nel frattempo riammessa al Palio, il lato del Casato di Sotto con i numeri civici pari; rimasero all’Onda l'altro lato del Casato di Sotto e l’intero Casato di Sopra (già territorio dell’omonima compagnia militare confluita nell’Aquila);[8]
- a nord-est con la Torre, con cui si divide piazza del Mercato. La linea di demarcazione tra i due rioni decorre dal retro del Palazzo Pubblico e intermezza la costruzione nota come "Tartarugone", inaugurata nel 1886 per ospitare i venditori che qui si recavano per il mercato cittadino;[26]
- a sud-est con il Valdimontone, con cui confina per gran parte lungo via di Porta Giustizia, che divide fra le due contrade l'Orto de' Pecci.[27]

Per motivi storici, l'Onda ricomprende nel proprio territorio anche il borgo maremmano di Talamone, antico porto della Repubblica di Siena, presidiato dalle compagnie militari di San Salvadore e del Casato di Sotto. Lo statuto della contrada considera gli abitanti di Talamone, che siano anche protettori, appartenenti al popolo dell'Onda e titolari dei relativi diritti e doveri. L'Onda è gemellata con Talamone dal 1962.

### Luoghi di contrada
- Oratorio

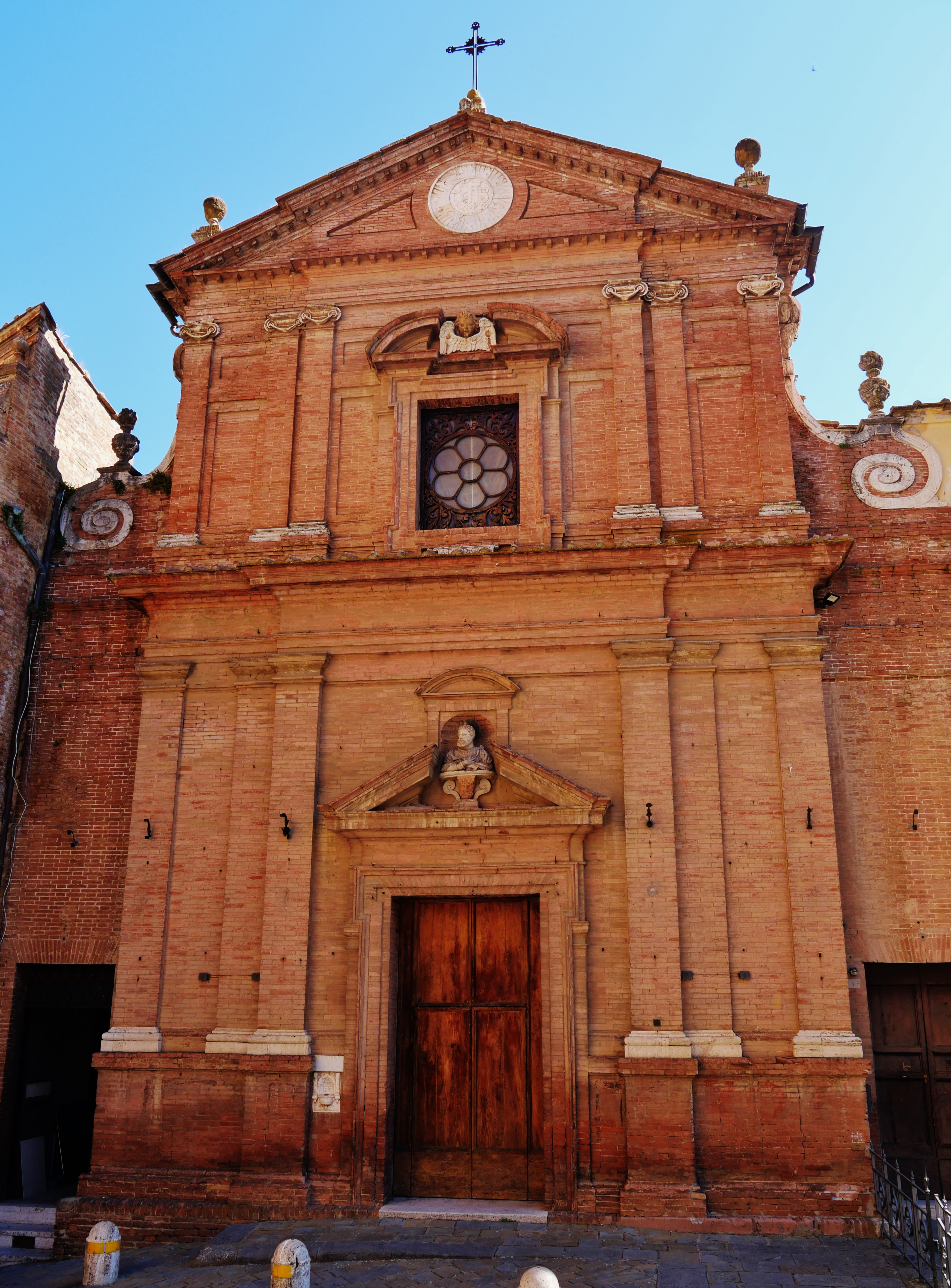
La Chiesa di San Giuseppe, oratorio della Contrada dal 1787

L'oratorio di contrada è la Chiesa di San Giuseppe, eretta dall'Arte dei Legnaioli tra il 1522 e il 1653.
Soppressa l'Arte nel 1777, la chiesa venne concessa per alcuni anni alla confraternita dei Cento Fratelli della Congregazione della Buona Morte, finché nel 1787 fu assegnata all'Onda con un rescritto del granduca Pietro Leopoldo. Gli ondaioli vi tennero la prima adunanza il 17 giugno dello stesso anno.
- Fontanina battesimale

La fontanina battesimale, raffigurante un delfino, è stata realizzata nel 1972 dallo scultore Algero Rosi ed è ornata di stemmi opera di Vittorio Conti, nonché di bronzi di Alfonso Buoninsegni. È situata di fronte all'oratorio, all'inizio di via di Fontanella.
Presso la fontanina avviene il battesimo contradaiolo, che l'Onda officia annualmente in occasione della festa titolare, la quarta domenica di giugno.
- Chiesino (vecchio oratorio)

Fino al 1787 funse da oratorio il cosiddetto "Chiesino", un piccolo luogo di culto realizzato nel 1589 con la chiusura del portico di accesso della preesistente Chiesa di San Salvadore (anteriore al 1230), lungo via Duprè. Dedicato alla Visitazione della Beata Vergine Maria a Elisabetta, l'edificio ospitò per due secoli al piano superiore la sede della contrada. Quest'ultima, dopo un importante intervento di recupero, oggi vi officia funzioni religiose, oltre a farne uso come laboratorio e deposito.
- Sede museale

La sede museale si articola in due distinti ambienti comunicanti tra loro.
La prima, in via Giovanni Duprè, è il "mOND", il nuovo museo contradaiolo inaugurato nel 2016 presso i locali dell'ex asilo Policarpo Bandini. Qui sono custoditi cimeli tra cui bandiere, zucchini, documenti, masgalani, oggetti sacri, "cavallini" dei Palii vinti nei secoli passati e altre testimonianze della storia della contrada.
Dal piano inferiore del mOND si raggiunge il nucleo originario del museo contradaiolo, la cripta della Chiesa di San Giuseppe. L'ambiente ospita la sala delle vittorie, ove sono esposti i drappelloni vinti, nonché una gipsoteca con opere di Giovanni Duprè e della figlia Amalia. Nel salone centrale, adornato dalle bandiere e dalle monture utilizzate nel corteo storico del Palio, si riuniscono l'assemblea e gli altri organi della contrada.
- Società di Contrada

La società dell'Onda, intitolata a Giovanni Duprè, si trova in vicolo di San Salvadore.
Ne fu antesignana la "Stella", società di mutuo soccorso fondata il 20 novembre 1873 con finalità educative e assistenziali per la popolazione povera del rione e del resto della città.
Malgrado il rapido successo, la Stella finì per entrare in conflitto proprio con la contrada, che iniziò a percepirla come d'intralcio alle proprie attività.
Nell'Onda nacquero altri sodalizi più protesi alla realtà paliesca, che il 6 novembre 1890 confluirono nella "Società di Mutuo Soccorso Giovanni Duprè". Pur mantenendo la vocazione solidaristica della Stella, nel frattempo disciolta, la Duprè si occupava anche di attività prettamente contradaiole, quali feste e convivi.
Nel 1937, a causa della penetrazione dell'OND fascista nel tessuto sociale, la società fu rinominata "Dopolavoro Giovanni Duprè".
Dal 1944, dopo la liberazione di Siena, ha l'attuale nome.
- Casa del cavallo

La stalla ove viene accudito il barbero ricevuto in sorte per il Palio si trova in via delle Lombarde.

## Origini e scelta del nome

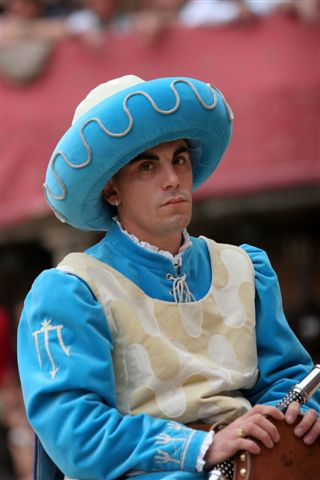
Il fantino Voglia con la montura ondaiola nel corteo storico. Si notano i tridenti, l'arma di Poseidone, in riferimento al mare

Le origini della contrada affondano nel XV secolo.
Così vengono definite nel 1723 da Giovanni Antonio Pecci le due Compagnie militari, dall'aggregazione dei cui popoli ha avuto origine la Contrada Capitana dell'Onda:
- Casato di Sotto

«La strada del Casato, si divide in due Contrade, cioè Casato di Sopra, e di Sotto, quella di sopra, come s'è detto, va unita sotto la Macchina dell'Aquila, e quella di sotto, s'unisce colla Contrada di S. Salvadore, la quale principia dalla Piazza. grande a mano sinistra, fino alla Porta all'Arco, accanto a Casa Bargagli, fa per insegna campo rosso con lista d'oro a traverso, con tre stelle rosse».
- San Salvadore

«La Contrada di S. Salvadore, che prende tal denominazione dalla Chiesa Parrocchiale, s'estende dal canto di Malborghetto all'Ostaria della Lupa fino al Portone di S. Agata, dove è adesso la Chiesa di S. Giuseppe, e dalla parte verso il Casato occupa tutte le strade, dette delle Lombarde, de' Percennesi, e del Sambuco; fa per arme campo a onde bianche, e nere».
L'Onda nacque dall'aggregazione delle antiche compagnie militari del Casato di Sotto e di San Salvadore, tra l'altro incaricate del presidio del litorale tirrenico della Repubblica di Siena e del porto di Talamone.
Verosimilmente, fu questo il motivo per cui i relativi popoli, allorché presero a partecipare uniti alle pubbliche feste, presentarono nei cortei, almeno fino a tutto il XVI secolo, "macchine" ispirate a tematiche marine e raffiguranti creature mitologiche legate all'acqua quali Ninfe, Nereidi, Sirene, Tritoni e soprattutto Poseidone.
Questa tradizione, insieme alla documentata presenza nel rione di una Società dei Marinai già nel XIII secolo, fa ritenere che il nome "Onda" derivi proprio dal legame con il mare.
Secondo Giovanni Antonio Pecci, invece, il motivo sarebbe da ricondurre all'andamento sinuoso delle strade del rione, che avrebbe anche ispirato la stessa compagnia di San Salvadore nella scelta del proprio stemma. Anche Girolamo Macchi, altro storico senese, fa derivare il nome della contrada "dalle sue strade che vanno tutte a onda".

## Araldica
L'Onda ha per stemma un delfino coronato alla reale, natante nel mare.
L'animale, raffigurato in versione araldica con scaglie, barbigli, pinne spinose e una coda a tre punte, fu adottato come insegna della contrada dalla relativa assemblea il 15 settembre 1560, pur non divenendone lo stemma ufficiale almeno fino alla prima metà dell'Ottocento.
L'onorificenza della corona fu poi concessa da re Umberto I di Savoia nel 1889.

### Evoluzione storica
Lo stemma dell'Onda coincideva in origine con l'insegna a liste ondulate bianche e nere della Compagnia di San Salvadore.
Una prima eccezione fu documentata in occasione della Caccia dei tori del 15 agosto 1506, quando il rione si presentò sotto una bandiera bianca e nera recante la citata lupa dorata di Giovanni da Turino.

Nel 1694 fu attestato un vessillo bianco con un delfino, ma è ipotizzabile che al tempo l'Onda avesse già utilizzato anche un'insegna bianca e azzurra: è in tale versione, infatti, che nel 1699 il relativo stemma fu riprodotto, insieme a quelli degli altri rioni, da Giuseppe Nicola Nasini sulla volta dell'Antiporto di Camollia, dopo che nel 1682 ne furono conclusi i lavori di rifacimento con il contributo di tutte le contrade.

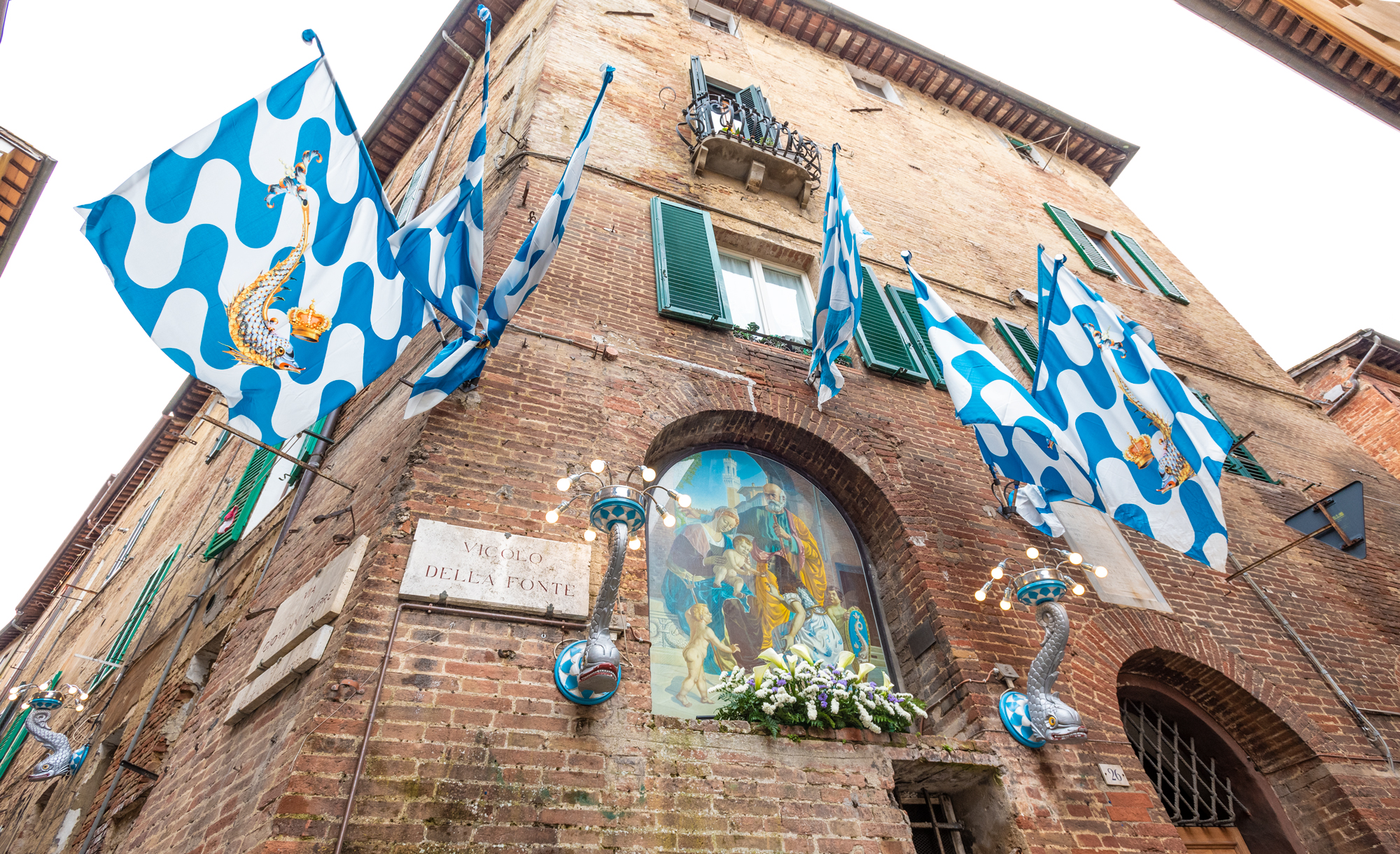
Tabernacolo dell'Onda, all'angolo fra via Duprè e vicolo della Fonte. Ai lati sono presenti due "braccialetti", le caratteristiche luminarie che ogni contrada espone durante i giorni di festa

L'Onda, comunque, tornò in breve ai tradizionali bianco e nero, già documentati al Palio del 2 luglio 1701.
Nel 1713, dopo un fatto di sangue con la Torre e allo scopo di evitare confusione con i colori della Lupa e della balzana senese, avvenne la sostituzione del nero col turchino, tuttavia nelle sole bandiere, per il resto mantenendo lo stemma a onde bianche e nere, privo di qualsiasi simbolo zoomorfo.
Quando nel 1717 Giuseppe Maria Torrenti, membro dell'Accademia dei Rozzi, illustrò nel suo "Veridico ragguaglio" gli stemmi delle contrade in occasione dell’ingresso a Siena di Violante Beatrice di Baviera, confermò la sostituzione del nero col turchino nelle bandiere, mentre lo stemma restava quello a onde bianche e nere.
Il nero fu definitivamente abbandonato nello stemma nel 1739 a favore del turchino, che nel 1786 venne a propria volta rimpiazzato dall'attuale celeste mare.
Non è certo quando avvenne l'adozione del delfino quale stemma della contrada, ma è verosimile che ciò sia accaduto nella prima metà dell'Ottocento, in corrispondenza della pubblicazione nel 1830, da parte della Comunità Civica, del "Campione del vestiario dei Fantini delle Contrade di Siena", poi reso vincolante da parte del Magistrato civico nel 1833. In particolare, il drappellone del Palio 2 luglio 1834, il primo a recare i simboli zoomorfi dei rioni partecipanti, riporta per l'Onda il delfino.
Peraltro, una bandiera ondaiola dell'epoca, probabilmente risalente già al 1828 e oggi conservata al Museo Stibbert di Firenze, presenta al centro il cetaceo.

## Il titolo di "Capitana"
Al pari di altri sette contrade, l'Onda si fregia di un titolo: quello di "Capitana".
Tale riconoscimento, spettantele per antico privilegio, per tradizione è correlato a uno degli incarichi già assegnati dalla Repubblica di Siena alle compagnie militari di San Salvadore e del Casato di Sotto: la guardia al Palazzo Pubblico, al tempo residenza del Capitano di Giustizia, antico organo di magistratura.
Tuttavia, secondo recenti ricerche su testi sei-settecenteschi, l'Onda era riconosciuta quale propria "capitana" dalle antiche contrade della Farfalla, del Pulcino, dello Scorpione e della Stringa, i cui popoli, di esigua consistenza numerica, potevano partecipare alle feste solo uniti al rione di Malborghetto. Quest’ultimo, quindi, da principio avrebbe svolto il ruolo di "sovra-contrada", aggregando tali realtà minori prima del loro definitivo assorbimento nell’Onda.

## Arte
A ogni contrada è riferita una delle corporazioni delle arti e mestieri presenti a Siena in epoca medievale e moderna.
All'Onda si ricollega l'antica "Arte dei Legnaioli" (scomparsa nel 1777, nell'ambito delle soppressioni lorenesi), che nel XVI secolo aveva edificato la Chiesa di San Giuseppe in territorio ondaiolo, all'epoca sede di molti laboratori e botteghe di maestri del legno.
Tutt'oggi, il punto in cui via Duprè, incrociandosi con il vicolo della Fonte, si amplia leggermente viene chiamato "Piazzetta dei Legnaioli". Su di essa si affaccia un tabernacolo dedicato a San Giuseppe, patrono dei falegnami, realizzato dal pittore ondaiolo Irio Sbardellati nel 1980.

## Festività

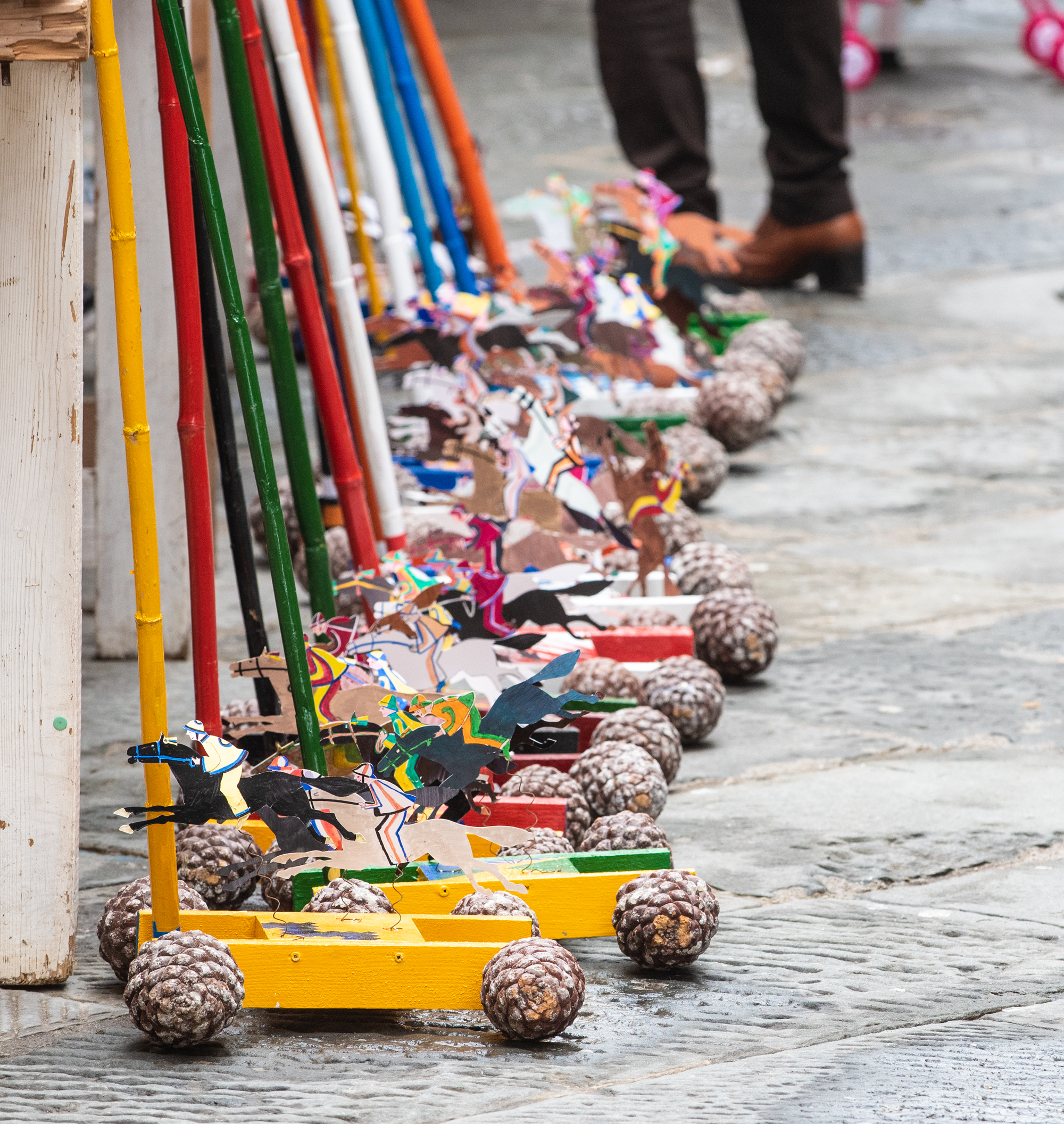
I carretti di San Giuseppe

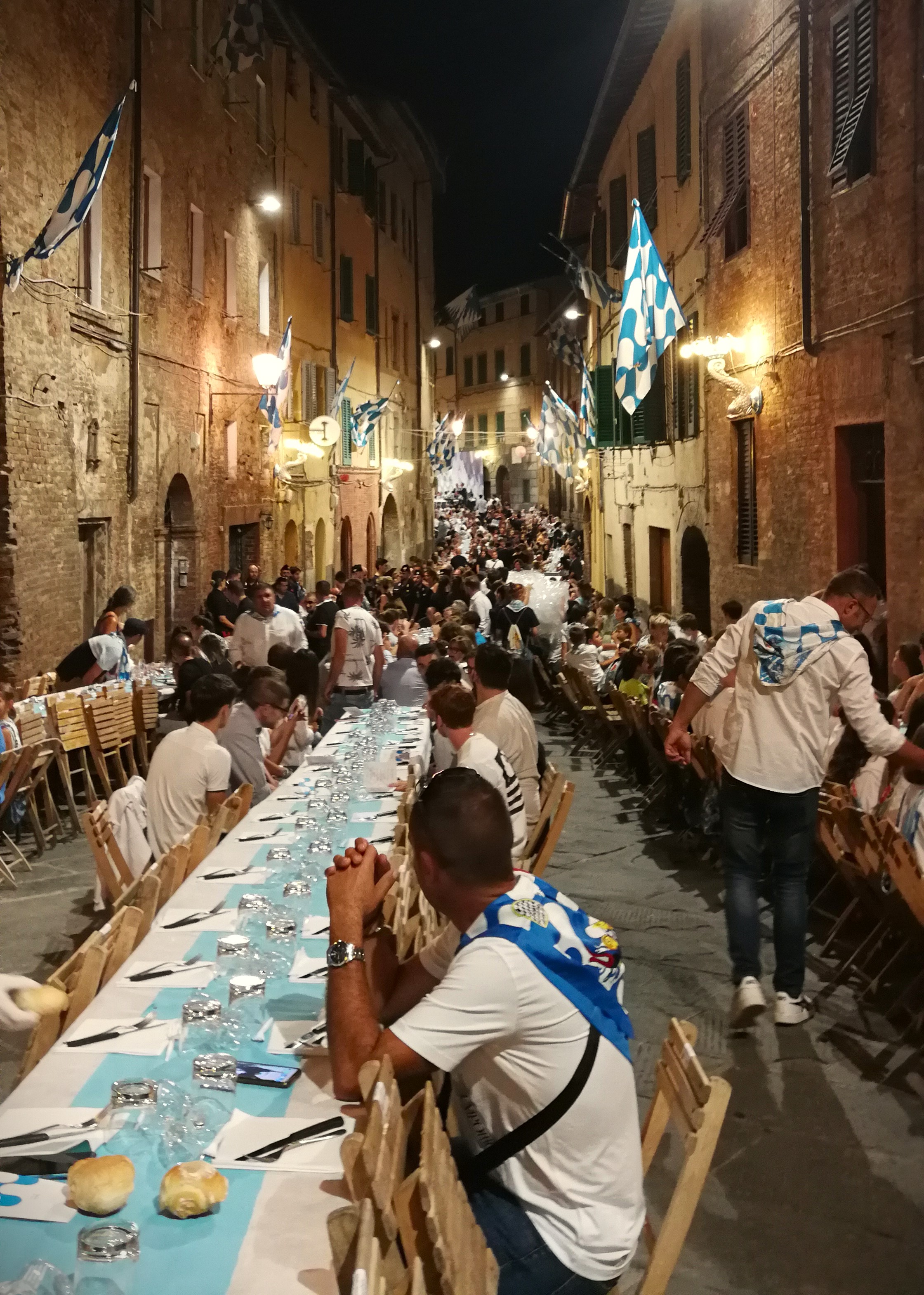
Le tradizionali tavolate lungo via Duprè, in occasione della cena della Prova Generale del Palio di agosto 2022

Dal 1605 la festa titolare della contrada è la Visitazione di Maria a Elisabetta, celebrata la quarta domenica di giugno.
L'evento, che inizia il giorno precedente, comprende una serie di solennità quali l'omaggio agli ondaioli defunti, il battesimo contradaiolo, la celebrazione del Mattutino nell'oratorio e il giro di onoranze all'interno delle mura cittadine, oltre a momenti conviviali nel rione e presso le contrade alleate.
Altra festività molto sentita nell'Onda è quella di San Giuseppe: ogni 19 marzo, allorché ne ricorre la celebrazione cristiana, si tiene una grande festa lungo via Duprè.
Nell'occasione, secondo una tradizione ottocentesca, vengono realizzati i "carretti di San Giuseppe", consistenti in una tavoletta di legno dipinta con i colori di una contrada e sormontata da tre fantini a cavallo sorretti da molle. Il carretto è completato da quattro pigne a fungere da ruote e da una canna di bambù per la spinta o il traino.

## L'Onda nel Cinquecento e nel Seicento
Dopo la Pugna del 1494, è la Caccia dei tori la prima manifestazione in cui sia documentata la presenza dell'Onda, che vi prese parte in plurime occasioni tra il 1506 e il 1585.

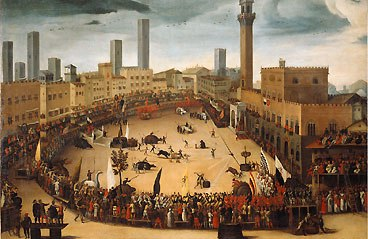
Vincenzo Rustici (1556-1632), Caccia ai tori nel Campo di Siena, olio su tela, 1585 circa

Celebre fu la sontuosa comparsa presentata alla Caccia del 1546, composta da un centinaio di figuranti, vestiti da ninfe e pastori, e da una macchina raffigurante Diana e Cupido.
Imponente risultò anche l'opera presentata il 15 agosto 1525, quando l'Onda realizzò una grande nave in legno munita di ruote.

La vita del rione si intensificò nel corso del XVI secolo, come attestano le testimonianze raccolte nel "Libro primo di deliberazioni e memorie della Contrada dell'Onda", il più antico testo contradaiolo oggi noto. Il più remoto dei documenti ivi raccolti, risalente al 1524, comprova un'organizzazione derivata da quella delle antiche compagnie militari, retta da un capitano e un gonfaloniere, competenti anche su elemosine, ordine pubblico e controllo della criminalità.

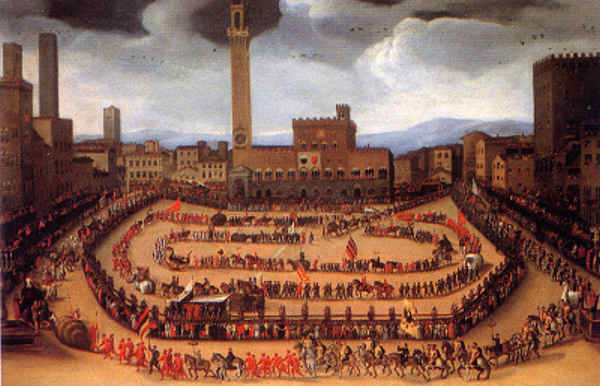
Vincenzo Rustici (1556-1632), Corteo delle Contrade del 15 agosto 1546, olio su tela, 1600

Nel 1612 l'Onda fu il primo rione a dotarsi di uno statuto per regolare la propria organizzazione interna, i rapporti con gli enti ecclesiastici presenti nel suo territorio e la gestione dei premi vinti e del patrimonio derivante da donazioni, lasciti e compravendite. Altresì, un regolamento disciplinava l'elargizione alle giovani meno abbienti di doti da parte della contrada, impegnata anche in opere di carità, acquisto di indulgenze e messe di suffragio per le anime dei defunti.
L'organizzazione contradaiola si era intanto assai avvicinata a quella odierna, facendo capo a un priore e articolandosi in organi analoghi a quelli attuali: un vicario, incaricato di assistere e all'occorrenza far le veci del priore; un camerlengo, per la gestione finanziaria; un cancelliere, per la redazione degli atti ufficiali; un correttore, per l'officiatura dell'oratorio, e dei sagrestani per la relativa cura; degli accattani, per la raccolta delle offerte per il sostentamento economico della contrada; un maestro dei novizi, per la formazione dei giovani contradaioli; un alfiere, un capitano e dei luogotenenti per la partecipazione alle pubbliche feste. Le delibere erano adottate da un'assemblea, i cui membri si esprimevano sulle singole proposte, dette "partiti", tramite l'uso di lupini bianchi (per il voto a favore) e neri (per quello contrario).
Determinante era anche il ruolo delle donne, tanto che nel 1634 gli ondaioli elessero per la prima volta una priora, tale Frasia, oltre a una Lorenza quale accattana; nel 1635, ancora una donna, Lucresia, fu eletta priora.

## Palii, bufalate, asinate e pugna: le prime vittorie
Il 6 agosto 1581 l'Onda riportò la prima vittoria documentata, in occasione di un palio rionale indetto dalla Torre.
Il successivo 15 agosto l'Onda si aggiudicò il Palio alla lunga indetto dall'Aquila. La carriera passò alla storia per la decisione del Drago di far disputare il Palio alla quindicenne Virginia Tacci, prima donna a correre a Siena: la giovane battagliò a lungo nelle posizioni di testa, tanto che la vittoria ondaiola deluse gran parte degli spettatori delle altre contrade, che avevano preso a sostenere la ragazza. Tale successo è il primo di quelli che l'Onda si attribuisce.
Il 25 luglio 1599 l'Onda conquistò la più antica bufalata conosciuta, organizzata dalla Torre nell'ambito delle celebrazioni per il proprio patrono San Giacomo. L'Onda ebbe in premio un palio di velluto rosso e, a coronamento dei festeggiamenti, il successivo 1º agosto organizzò una nuova bufalata (vinta dalla Lupa), in occasione della quale le bufale conclusero la corsa, iniziata in Piazza del Campo, dinanzi al Chiesino.

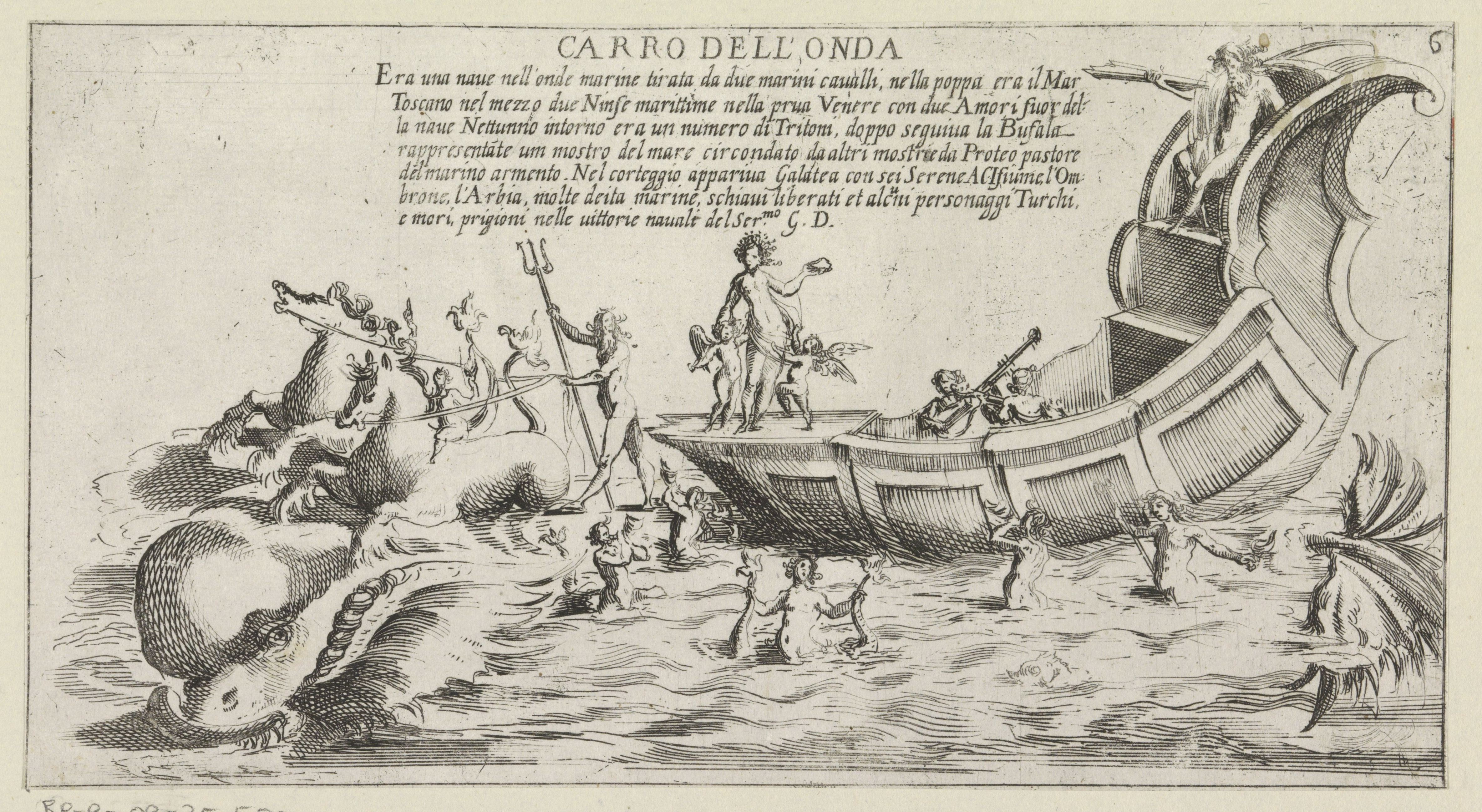
Bernardino Capitelli (1589-1639), Carro di Nettuno presentato dalla Contrada dell'Onda alla bufalata del 20 ottobre 1632, acquaforte, tra il 1632 e il 1639

Nel 1609 l'Onda si aggiudicò la sua seconda bufalata, per poi far propria, nel 1612, la più antica asinata conosciuta, indetta in onore del granduca Cosimo II de' Medici. La manifestazione, consistente, più che in una corsa fra asini, in una prova di forza fra i contradaioli che dovevano spingere il proprio animale e ostacolare quelli degli altri rioni, fu vinta al termine di una dura lotta con gli ocaioli e al prezzo di vive contestazioni da parte di questi ultimi, che a loro volta pretendevano la vittoria. L'Onda ricevette in premio un palio di damasco e la sera stessa celebrò il successo con un corteo di trombe, tamburi e torce che percorse le vie della città, organizzando poi, nei giorni seguenti, una festa con danze e un banchetto aperti a tutta la cittadinanza.
Nel 1614 l'Onda prese parte a un nuovo Gioco delle Pugna in Piazza del Carmine, che vinse, in rappresentanza del Terzo di Città, unitamente ad Aquila, Selva e Pantera.
Tre nuove bufalate furono conquistate nel 1623, nel 1630 e nel 1639, poi, il 14 luglio 1641, l'Onda vinse il suo primo Palio "alla tonda" in Piazza del Campo, indetto dal governatore di Siena Mattias de' Medici per celebrare il compleanno del fratello, il granduca Ferdinando II.
Il 9 maggio 1643, l'Onda si aggiudicò un nuovo Palio in Piazza del Campo, organizzato dalla Balìa in onore dello stesso Mattias nel suo genetliaco. Dopo la vittoria, per le vie del rione si fecero "fuochi e lumiere", mentre gli ondaioli formarono una fiaccolata recatasi dapprima nell'alleata Oca e poi nelle altre contrade.
Tuttavia, le due carriere del 1641 e del 1643 non sono ufficialmente riconosciute e, pertanto, non incluse nell'Albo delle vittorie del Palio di Siena.

## L'Onda nel Palio

### Seicento

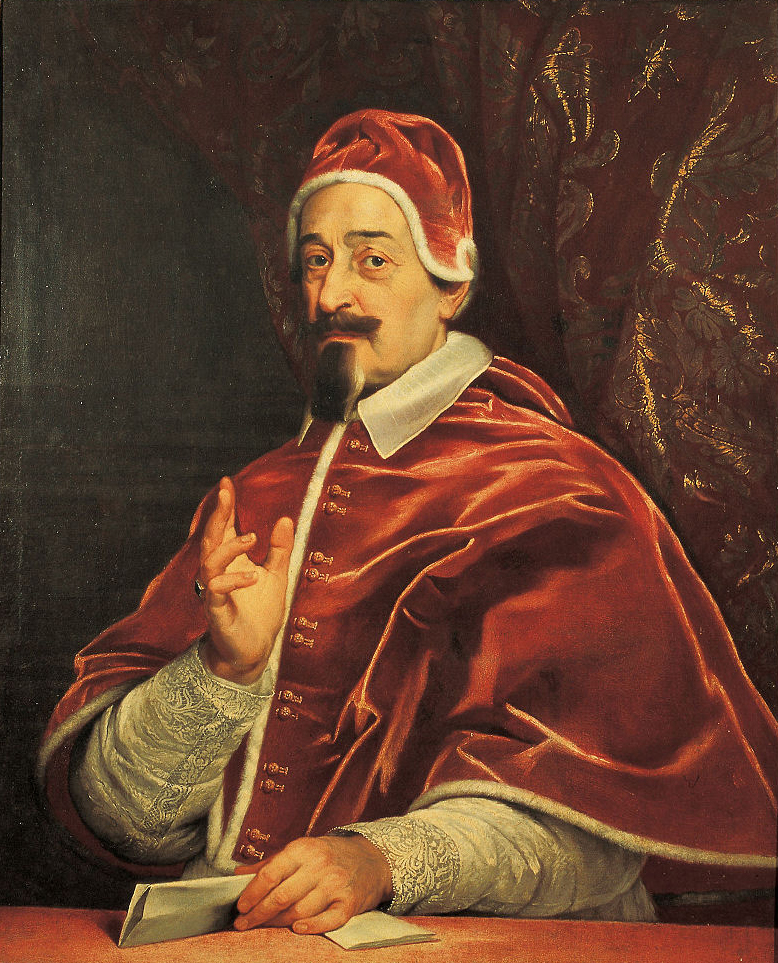
L'ondaiolo storicamente più noto è senza dubbio papa Alessandro VII, nato nel 1599 in un palazzo posto sul lato di via del Casato di Sotto appartenente all'Onda, dove trascorse gli anni della giovinezza

Con la seconda metà del Seicento, le bufalate furono definitivamente sostituite dal Palio alla tonda in Piazza del Campo, ormai divenuto l’evento centrale delle feste senesi.
Di quell'epoca l'Onda si attribuisce due vittorie conquistate il 2 luglio 1666 e il 2 luglio 1669 con il fantino Pier Domenico da Barberino. Tali successi, mai riconosciuti dal comune di Siena, sono comprovati da una delibera del 12 agosto 1669, contenuta nell'archivio della contrada, ove si stabilisce di venderne i premi.
La prima vittoria ufficiale dell'Onda al Palio risale al 2 luglio 1671, ottenuta con il fantino Bacchino. In quell’occasione, la contrada di Malborghetto, inizialmente favorevole alla partecipazione, si unì alla protesta di altri rioni contrari al sorteggio dei soli cavalli e non anche dei fantini. Alfine, tuttavia, l’Onda decise di correre suscitando le rimostranze dell'alleata Oca, che non ne omaggiò la vittoria.
Bacchino, a dorso di Barberino, bissò il successo alla carriera straordinaria del 7 giugno 1676, indetta per la venuta a Siena di Maria Virginia Borghese, moglie di Agostino Chigi, principe di Farnese e fratello del defunto papa ondaiolo Alessandro VII.
Al 2 luglio 1679 risale un'ulteriore vittoria firmata da Bacchino, che l'Onda si attribuisce, ma pure la quale è esclusa dall'Albo.
Il 17 settembre 1684 l'Onda vinse un Palio a Villa Cetinale (presso Sovicille), residenza della famiglia Chigi. Anch'esso, come tutte le carriere non disputate a Siena, non è riconosciuto ufficialmente.
La terza vittoria ufficiale dell’Onda risale al 2 luglio 1692, per merito del fantino Monco. La carriera fu inizialmente annullata con l’Onda giunta prima, a causa della mancata convalida della mossa. Ripetuta la corsa, Monco si confermò vincitore. L’Onda fu premiata anche con il masgalano per la migliore comparsa nel corteo.

### Settecento
Il 2 luglio 1703 l'Onda vinse il suo primo Palio del XVIII secolo con Pelliccino su Leprino.
Proseguendo una tradizione iniziata nel 1689 dall'Istrice, ripresa nel 1701 dall'Oca e destinata a durare fino al 1802 (quando il Palio dell'Assunta divenne stabile), l'Onda celebrò la vittoria con una "ricorsa", ossia una nuova carriera da disputarsi nel medesimo anno. Come nel 1701, si optò per il 16 agosto al fine di dare continuità ai giorni di festa del 14, data della Processione dei ceri e dei censi in Duomo, e del 15, allorché aveva luogo il Palio alla lunga. Pur partecipando al corteo, l'Onda si astenne dalla corsa e offrì in premio un "baccino" d'argento, che al termine dei festeggiamenti la consorella vincitrice (poi risultata la Lupa) le riconsegnò dietro un compenso di 50 tolleri, nonché un drappellone.
Il 2 luglio 1709 il fantino Pier Maria conquistò per l'Onda un successo insperato, battendo la rivale Torre, la quale, oltre che sul miglior cavallo, aveva potuto contare anche sull'inusuale aiuto del fantino dell'Oca. Costui, infatti, afferrò le briglie del barbero ondaiolo per impedirgli di raggiungere la Torre, partita in testa. Pier Maria sfilò allora al cavallo i finimenti e, aggrappatosi alla sua criniera, lo spinse fino a superare la Torre, vincendo il Palio tra il tripudio della Piazza.

Per riparare alla sconfitta, la Torre precedette l'Onda nell'organizzare la ricorsa di agosto; in risposta, questa non partecipò al Palio indetto dall'avversaria, anche per la relativa mancata adesione alla ricorsa del 1703.

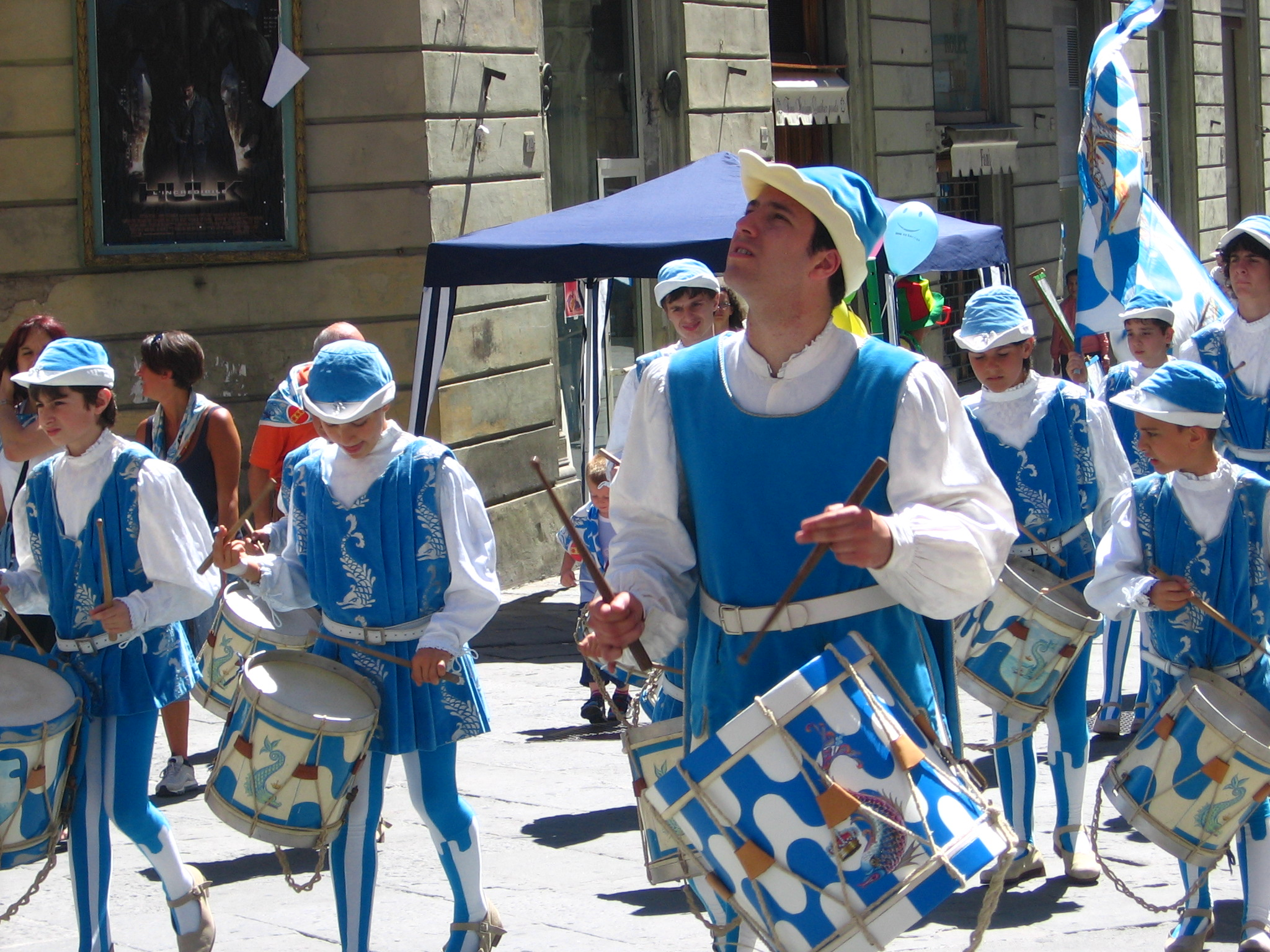
Tamburini ondaioli in occasione dell'annuale "giro". I colori bianco e celeste furono adottati dall'Onda nel Settecento, sostituendo gli originari bianco e nero

Il 16 agosto 1713, in occasione della ricorsa indetta dalla Chiocciola, l'Onda riportò un'insolita vittoria "a metà" con la Tartuca.
L'Onda, con Cappellaro su Barberino, concluse per prima il terzo giro, ma si fermò in corrispondenza di circa metà del palco dei giudici della vincita. Sopraggiunse la Tartuca, con Ruglia su Montalcino, che oltrepassò l'intero palco. In un primo momento, i giudici riconobbero la vittoria all'Onda, consegnandole il premio: un baccino d'argento, da restituire dietro compenso di 40 scudi, affisso a un'asta ornata da un drappo di taffetà e con appeso un drappellone, che invece sarebbero rimasti al rione vittorioso.
Tuttavia, la Tartuca ricorse alla Biccherna, reclamandosi legittima vincitrice: secondo la relativa tesi, il Palio doveva considerarsi concluso superato l'intero palco dei Giudici della vincita, dunque l'Onda non aveva ultimato i tre giri regolamentari.
Già l'indomani la Biccherna impose all'Onda in via cautelare la restituzione del premio e sequestrò i 40 scudi. Il 10 settembre l'Auditore fiscale si pronunciò per l'assegnazione della vittoria a metà fra Onda e Tartuca: le contrade si divisero il denaro e il drappo di taffetà, che fu tagliato in due parti uguali; il drappellone fu invece donato alla Chiesa di San Giuseppe, all'epoca non ancora oratorio dell'Onda, data la sua posizione di confine tra i due rioni. Quella del 16 agosto 1713 sarebbe rimasta l'unica vittoria a metà nella storia del Palio.
Al fine di evitare il ripetersi di quanto accaduto, già il bando della carriera del 2 luglio 1714 previde espressamente che la carriera si concludesse superato l'intero palco dei Giudici della vincita. Ad aggiudicarsi quel Palio fu proprio la Tartuca, mentre l'Onda, con Morino, vinse la ricorsa del 16 agosto indetta dal rione di Castelvecchio.
Ma da quel momento si aprì per l'Onda il più lungo periodo senza successi della propria storia.
Solo il 3 luglio 1757 Bastianone e Trappolino posero fine a un'astinenza di oltre 42 anni, tuttavia seguiti da altri 22 anni di insuccessi.
Il 16 agosto 1775 l'Onda fu vicina a interrompere il digiuno per una furberia del proprio fantino Sorba. Questi, dopo aver percorso solo il primo giro, si nascose tra folla, ripartendo al terzo giro davanti alla battistrada Lupa. Sorba, che nel 1770 aveva vinto con un simile sotterfugio, superò per primo il palco dei giudici, ma questi, sulla base di più testimonianze anche di ondaioli, assegnarono il Palio alla Lupa.
Il ritorno alla vittoria ebbe luogo nel 1779, anno glorioso per l'Onda: dopo la vittoria il 2 luglio con Bastiancino, la contrada trionfò anche il 16 agosto con Brecchino, conquistando il suo primo e ad oggi unico "cappotto".
L'impresa segnò l'avvio di un periodo roseo, con Dorino, il fantino con più successi per l'Onda nei Palii ufficiali, che portò tre nuove vittorie in Malborghetto: il 18 agosto 1783, il 2 luglio 1784 e il 2 luglio 1790.

### Ottocento
Il 16 agosto 1802 si corse il primo Palio dell'Assunta reso stabile e finanziato dalla Comunità Civica: l'Onda, con Mattiaccio su Novano, dominò la carriera, giungendo prima di quasi mezzo giro.
Nuovi Palii furono vinti con una certa regolarità. Caino firmò la vittoria del 2 luglio 1810, mentre Vecchia conquistò la carriera del 2 luglio 1819. Il 16 agosto 1825 fu ancora Caino a portare il cencio in Malborghetto: partita nettamente prima, l'Onda fu avvantaggiata anche dall'erroneo scoppio del mortaretto al secondo giro, che indusse molti degli altri fantini, comunque già assai distaccati, a fermare i propri cavalli.
Seguirono 23 anni di digiuno, ma il successo ottenuto il 15 agosto 1848 dal Gobbo Saragiolo aprì un periodo ricco di trionfi per l'Onda: ben 8 in 22 anni.
Il Gobbo Saragiolo si ripeté già il 16 agosto 1849, mentre il 17 agosto 1851 fu Folaghino a imporsi, superando a nerbate all'ultimo giro il fantino torraiolo Paolaccino.

Il 15 agosto 1856, l'Onda si aggiudicò con l'esordiente Spagnoletto il Palio di recupero di quello dell'Assunta del 1855, rinviato per un'epidemia di colera. Fu l'ultima vittoria ondaiola sotto il Granducato di Toscana.

Bachicche, che vinse per l'Onda il Palio straordinario del 28 settembre 1862

Il 26 aprile 1860, a poco più di un mese dal plebiscito dell'11 e 12 marzo con cui i Toscani avevano scelto l'annessione al Regno di Sardegna, giunse in visita a Siena re Vittorio Emanuele II. In omaggio fu indetto un Palio straordinario da disputarsi il giorno stesso, ma la pioggia costrinse il rinvio della carriera all'indomani. Dovendo il sovrano ripartire alle 10.30, il Palio fu corso alle 8.30 di mattina in condizioni precarie, non essendo il tufo ancora asciutto. Partita di rincorsa, l'Onda vinse con Figlio di Bonino, a cui il re, entusiasta dello spettacolo, donò in premio la somma di 200 lire.
Due anni dopo l'Onda vinse ancora uno straordinario, corso il 28 settembre 1862 in occasione della X Riunione degli scienziati italiani, tenutasi a Siena. Bachicche fu l'artefice della vittoria ondaiola, sapendosi ben difendere dai ripetuti attacchi di Mascherino e di Spagnoletto, fantini di Oca e Istrice.
Al Palio del 2 luglio 1868, l'Onda, con Paolaccino, partiva seconda dai canapi. L'ingresso dell'Oca di rincorsa lasciò ferme cinque contrade e, mentre i giudici della mossa si davano alla fuga, i relativi popoli chiesero a gran voce l'annullamento della partenza, tanto che le guardie comunali scesero sulla pista, cercando di fermare i fantini e i cavalli in corsa. L'Onda, non essendo stato sparato il mortaretto che avrebbe indicato l'invalidamento della mossa, non si fermò e concluse per prima i tre giri.
Mentre gli ondaioli uscivano dalla Piazza senza il drappellone, le altre contrade cercarono di schierarsi di nuovo alla mossa. Il tentativo di improvvisarsi mossieri da parte di alcuni popolani fallì miseramente, facendoli desistere dal proposito di correre e il giorno seguente il drappellone fu consegnato all'Onda.

Bozzetto, vincitore per l'Onda a luglio 1892 e nello straordinario del maggio 1893

Le polemiche successive al Palio di luglio 1868 furono presto spente da una nuova vittoria ondaiola il 15 agosto 1870, ancora con Paolaccino.
Ma all'ottavo successo in 22 anni seguì un eguale periodo senza trionfi. Per di più, le successive affermazioni di tutte le altre contrade costarono all'Onda la sua prima e ad oggi unica "cuffia", ricevuta dalla Giraffa il 16 luglio 1887.
Cinque anni dopo, il 3 luglio 1892, Bozzetto "scuffiò" l'Onda in un'altra carriera alquanto anomala. Nonostante fosse stato chiamato al sesto posto tra i canapi, il fantino entrò lanciando il cavallo al galoppo. Per non far cadere l'Onda, il mossiere abbassò i canapi, tuttavia senza invalidare la mossa, malgrado vi fossero ancora quattro contrade fuori. L'Onda mantenne la testa per l'intera carriera e vinse, cedendo la "cuffia" alla Pantera.
Anche stavolta una controversa vittoria dell'Onda fu a breve bissata dal medesimo fantino: il 29 maggio 1893, al Palio straordinario indetto per l'inaugurazione del monumento in onore degli universitari senesi e pisani caduti a Curtatone e Montanara, Bozzetto vinse dominando l'intera carriera. Oltre al drappellone, l'Onda ebbe in premio anche una medaglia d'argento raffigurante il monumento, offerta dagli studenti dell'ateneo senese.

### Novecento
Il Novecento regalò quasi subito una vittoria all'Onda: il 2 luglio 1902 Pallino, su Ponona, riportò il cencio in via Duprè, dopo aver resistito per tutta la carriera alle nerbate di Chiccone e Picino, fantini del Bruco e del Leocorno, che cercavano di favorire la Lupa. Dopo la carriera Chiccone, in risposta al trattamento da questi riservato a Pallino, fu colpito in faccia con un bastone da un ondaiolo: l'episodio scatenò un immediato scontro tra ondaioli e brucaioli, seguito da una rissa avvenuta presso la stazione nel giorno del giro della vittoria, tanto da costringere l'Onda a interrompere le celebrazioni.
Ma negli anni successivi si aprì per il rione di Malborghetto un lungo periodo sfortunato.

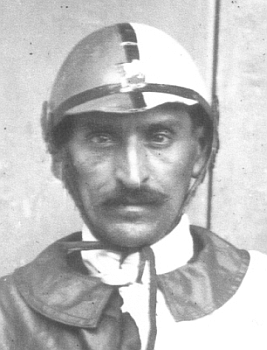
Zaraballe, protagonista del turbolento dopopalio del luglio 1908

Il 3 luglio 1908 non fu sufficiente l'apporto di Zaraballe, che sulla forte Gobba partiva alla mossa dalla prima posizione. L'Onda, grande favorita, compì una carriera mediocre, mentre a vincere fu dell'Oca, con Picino su Stella. Delusi dalla scarsa prova di Zaraballe, la sera dopo il Palio gli ondaioli si radunarono sotto la sua abitazione, sita proprio in via Duprè, lanciandogli invettive, accuse e persino sassi. Il fantino, affacciatosi alla finestra insieme alla moglie, tentò di giustificarsi, ma, dopo che una delle pietre colpì la donna, imbracciò il proprio fucile e sparò due colpi in aria al fine di spaventare la folla e richiamare in suo soccorso la forza pubblica. Intervennero i carabinieri, che scortarono Zaraballe in questura, dove il fantino passò la notte a scopo precauzionale.
L'anno seguente, il 17 agosto 1909, si disputò il primo "Palio a sorpresa" della storia. L'Onda ricevette in sorte uno dei migliori cavalli e Picino, fantino di contrada dell'Oca. Per l'Onda si materializzò una nuova incolore corsa da favorita, mentre a vincere fu ancora il rione di Fontebranda, per giunta con Zaraballe. L'episodio incrinò i rapporti fra i due rioni, alleati dalla metà del Seicento, avendo l'Onda appurato che Picino si era accordato con la dirigenza dell'Oca di non ostacolarne la vittoria qualora avesse corso la carriera con il giubbetto di un'altra contrada.
Anche il 1910 fu un anno di delusioni per l'Onda: in ambedue le carriere si vide assegnata la veloce Calabresella, ma né Fulmine a luglio né Nappa ad agosto riuscirono a vincere.
A luglio del 1912 la sorte regalò all'Onda un'altra grande cavalla, Gobba, ma il suo infortunio alla terza prova ne compromise ogni speranza di successo.
La prima metà degli anni '20 portò nuove frustrazioni all'Onda: più volte le relative accoppiate sfiorarono la vittoria, spesso terminando il Palio al secondo posto, tanto che i popoli delle altre contrade affibbiarono agli ondaioli l'ironico soprannome di "secondini".
Ne fece le spese il giovane Pirulino, secondo ai Palii di luglio del 1920 dietro al Nicchio e del 1921 alle spalle del Drago, che dopo tale carriera fu liquidato dagli ondaioli con tanto di medaglia per l'ennesimo Palio perso.

Ad agosto 1925 l'Onda, ormai alle prese con un digiuno ultraventennale, ebbe in sorte Lola, vittoriosa a luglio nel Montone con Picino, che richiese all'Oca al fine di ricostituire l'accoppiata vittoriosa di Provenzano. Il rifiuto di Fontebranda costrinse l'Onda a ripiegare su Randellone, che terminò secondo dietro alla Chiocciola. Dopo il Palio la dirigenza ondaiola, in risposta al diniego ocaiolo e ancora memore dei fatti del 1909, ruppe l'alleanza con Fontebranda, finendo per avvicinarsi alla Torre, i contrasti con la quale si erano ormai sopiti da decenni.

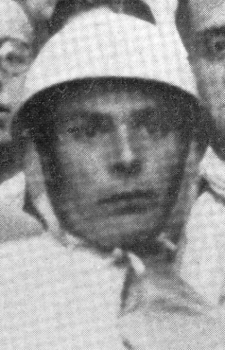
Lo Sgonfio, che il 14 settembre 1928 riportò l'Onda alla vittoria dopo 26 anni

Nel settembre 1928 si tenne a Siena il VI Festival internazionale di musica moderna e fu indetto un Palio straordinario per il giorno 13. All'Onda, estratta tra le partecipanti, fu assegnata la forte cavalla Giacca. Autore di una grande intuizione fu il mangino ondaiolo Antonio Minutelli detto "Tono", che riuscì a strappare al Montone il giovane Sgonfio. Mentre costui si trovava, poco prima della seconda prova, all'interno del Cortile del Podestà del Palazzo Pubblico con il barbaresco montonaiolo, Minutelli si posizionò dietro una finestra iniziando a gesticolare verso il fantino. L'ignaro Sgonfio rispose con gesti interrogativi, ma così facendo indusse nel barbaresco il sospetto che si fosse venduto all'Onda. La circostanza fu subito riferita alla dirigenza dei Servi, che scaricò Sgonfio: la strategia di Minutelli aveva avuto successo, non rimanendo al fantino che indossare il giubbetto ondaiolo. La carriera, posticipata al 14 per pioggia, si risolse in un nuovo duello con la Chiocciola, ma stavolta il cencio finì in via Duprè. Per l'Onda si chiudeva un digiuno di 26 anni, durante il quale la contrada aveva seriamente rischiato la seconda "cuffia" della propria storia: solo la Civetta, a secco dal 1893, non era tornata a vincere dopo il successo ondaiolo del 1902. La Torre, ormai molto vicina all'Onda, l'aiutò nell'allestimento della festa della vittoria.

Picino, vittorioso per l'Onda al Palio di agosto 1930

Due anni dopo, a luglio del 1930, le due contrade ricevettero in sorte i migliori cavalli: Burattino finì in Salicotto, Lina in Malborghetto, ove era stato confermato lo Sgonfio quale fantino. La Torre, a digiuno dal 1910, contava sull'Onda per tornare al successo, ma la relativa dirigenza abbandonò ogni proposito di aiutare gli ex avversari dopo aver scoperto che questi avevano già avviato dei contatti diretti con lo Sgonfio al fine di "ammorbidirlo" in vista della carriera; nell'Onda non fu poi gradita una presunta ostentata sicurezza nella vittoria da parte di qualche dirigente torraiolo, che avrebbe lasciato intendere al popolo di Salicotto di aver sistemato tutto, dando già per scontato il sostegno ondaiolo quando le trattative fra le due contrade non si erano ancora concluse.
Fu di nuovo Minutelli a rivelarsi decisivo, contattando lo storico dirigente ocaiolo Ettore Fontani per avere Picino. Stavolta l'Oca, decisa a impedire la vittoria della Torre, accettò e poco prima della prova generale avvenne lo scambio: lo Sgonfio passò in Fontebranda, da cui giunse il fantino laziale.
La Torre si sentì tradita e uno scontro durante la prova generale tra Picino e Smania, portacolori di Salicotto, fu sufficiente a far scoppiare un tafferuglio tra i due popoli. L'Onda tornò a riconoscere rivale la Torre e si alleò di nuovo con l'Oca, entrando nello schieramento, composto anche da Tartuca e Nicchio, denominato "TONO" (acronimo delle iniziali delle quattro contrade che ne fecero parte). La carriera, rinviata al 3 luglio per pioggia, fu vinta dall'Onda.

Ganascia, autore della vittoria ondaiola del luglio 1932

Al Palio di luglio 1932, corso il 3 per maltempo, il TONO puntò ancora sull'Onda, che aveva ricevuto in sorte Gobba di Vescona, fra i migliori cavalli. A montarla giunse il giovane Ganascia, già vittorioso all'esordio il 16 agosto 1930 con la Tartuca. Tra le favorite di quella carriera vi era anche la Torre, che tentò di corrompere Ganascia con un falso telegramma recapitatogli poco prima dell'inizio del corteo storico. Malgrado il fantino avesse subito ribadito la propria fedeltà alla dirigenza di Malborghetto, il fratello Nello, che lo accompagnava, fu trattenuto dagli ondaioli nella sala delle vittorie, sotto minaccia di ripercussioni fisiche in cui sarebbe incorso se Ganascia avesse tradito l'Onda e fosse fuggito al termine della carriera. Questi, al termine di un duello a nerbate con Napoletano nella Chiocciola, conquistò per l'Onda il primo Palio trasmesso per radio, raccontato da Luigi Bonelli dai microfoni dell'EIAR.
Nel 1934 la rottura tra Nicchio e Oca pose fine al "TONO". Per l'Onda si aprì un nuovo digiuno di 18 anni, complice anche la lunga pausa imposta al Palio dalla seconda guerra mondiale.
La vittoria sarebbe tornata a luglio del 1950, grazie a un fantino che avrebbe legato per anni il suo nome all'Onda, Ciancone, e alle strategie delle dirigenze di contrada.

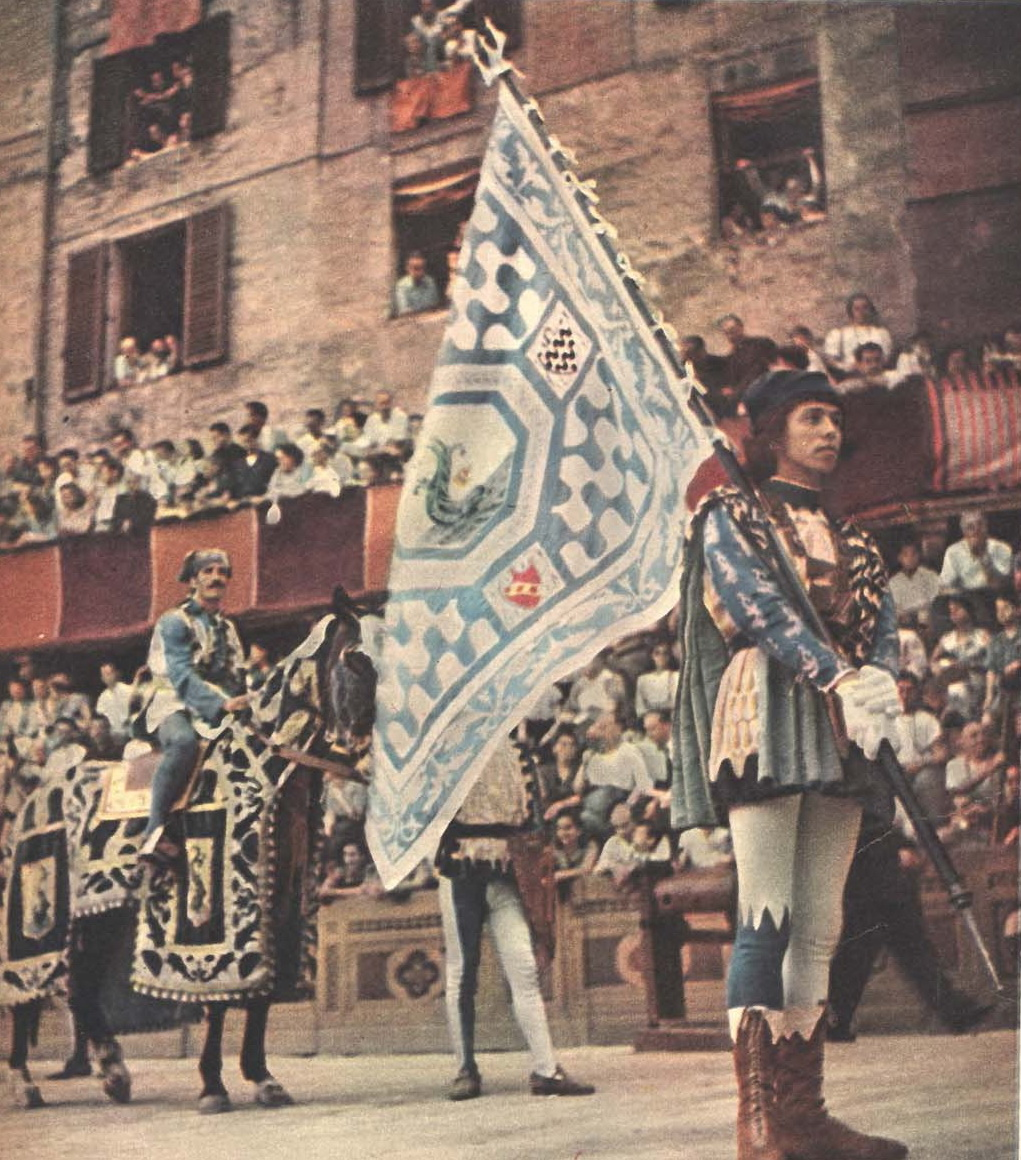
Ciancone durante il corteo storico del Palio del 2 luglio 1953. Con 12 carriere disputate (di cui 2 vinte), è il fantino con più presenze in Piazza del Campo per l'Onda

Al Palio straordinario del 28 maggio di quell'anno, l'Istrice, con Il Biondo su Popa, era la grande favorita e la rivale Lupa si era affidata con successo sull'Onda, con Ciancone su Miranda, per fermare il binomio di Camollia.
Il 2 luglio la contrada di Vallerozzi restituì il favore. L'Onda, con Ciancone sull'esordiente Gioia, rintuzzò per tutto il primo giro gli attacchi di Rompighiaccio, fantino del Drago, con l'aiuto del lupaiolo Ranco. Al secondo giro, Rompighiaccio riuscì a liberarsi della Lupa iniziando una poderosa rimonta, ma al terzo Casato, quando aveva affiancato dall'interno l'Onda, Ciancone lo chiuse allo steccato, facendo sua la vittoria.
Ad agosto l'Onda, con Ciancone su Bottarella, nutriva ambizioni di cappotto, ma Rompighiaccio, nel Leocorno, ebbe la sua rivincita, superando l'Onda all'ultimo Casato.

Il 16 agosto 1953 l’Onda era di nuovo favorita, ma fu la Selva a imporsi. L'ennesima delusione infiammò gli ondaioli, alcuni dei quali, a fine carriera, malmenarono Ciancone. 

Vittorino, che portò l'Onda alla vittoria il 2 luglio 1954

Questi, reduce da sette carriere consecutive in Malborghetto, finì per vestire, a luglio del 1954, il giubbetto della Torre. Nella stessa occasione, l'Onda si affidò al giovane Vittorino, che aveva esordito l'anno prima. Questi, a dorso di Gaudenzia (vincitrice dei tre Palii corsi quell'anno), si aggiudicò per l'Onda il primo Palio trasmesso in diretta televisiva, diffuso in eurovisione dalla Rai. L'autore del cencio era l'artista ondaiolo Enea Marroni: per la prima volta un rione senese conquistava un drappellone dipinto da un suo contradaiolo. 

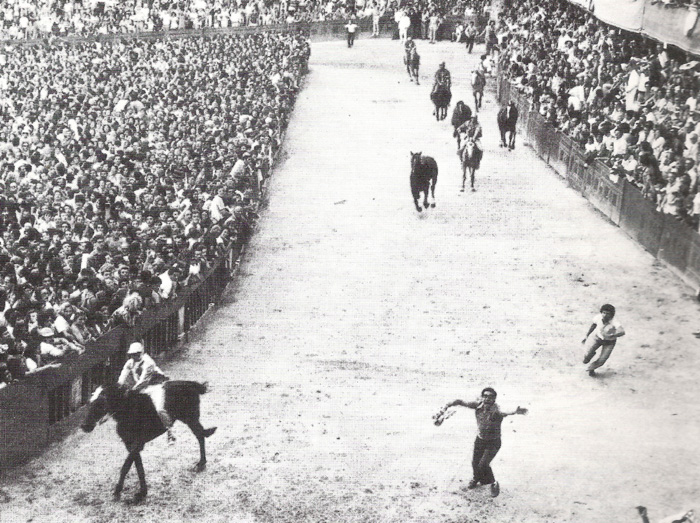
La vittoria di Valente su Orbello al Palio del 16 agosto 1972

Dopo anni senza successi, l'Onda sfiorò la vittoria ad agosto del 1966, con Ciancone su Sambrina, cedendo alla Chiocciola, con Canapetta su Beatrice.
L'accoppiata Ciancone-Sambrina si ripresentò coi colori biancocelesti il 2 luglio 1969: stavolta il fantino di Manziana ripagò la fiducia degli ondaioli, vincendo, dominandolo sin dalla mossa, il suo nono e ultimo Palio.

Dopo un ultimo Palio con Ciancone, ormai all'epilogo della propria carriera senese, l'Onda voltò pagina. La fine degli anni '60 e l'inizio degli anni '70 erano stati contraddistinti dall'arrivo di numerosi fantini sardi. La dirigenza di Malborghetto si affidò a uno di loro, Valente, che il 16 agosto 1972, su Orbello, vinse approfittando della caduta dell'ocaiolo Aceto al terzo San Martino, dovuta all'urto con un colonnino. L'Onda si aggiudicava un Palio dell'Assunta dopo ben 102 anni.

Marasma e Miura in testa al Palio del 2 luglio 1980

Anche gli anni '80 iniziarono con un trionfo. Al Palio del 2 luglio 1980 l'Onda ebbe in sorte l'esordiente Miura e ne incaricò della monta Marasma. L'Onda uscì prima dai canapi, conducendo fino al secondo San Martino, quando fu sopravanzata dalla Selva. Ma al secondo Casato Bastiano, portacolori di Vallepiatta, colpì un colonnino e cadde: il binomio ondaiolo riprese subito il comando della carriera e giunse per primo al terzo e ultimo bandierino.
Marasma fu protagonista anche della successiva carriera, quando ostacolò in maniera decisiva alla mossa la favorita Torre, con Spillo su Zalia.

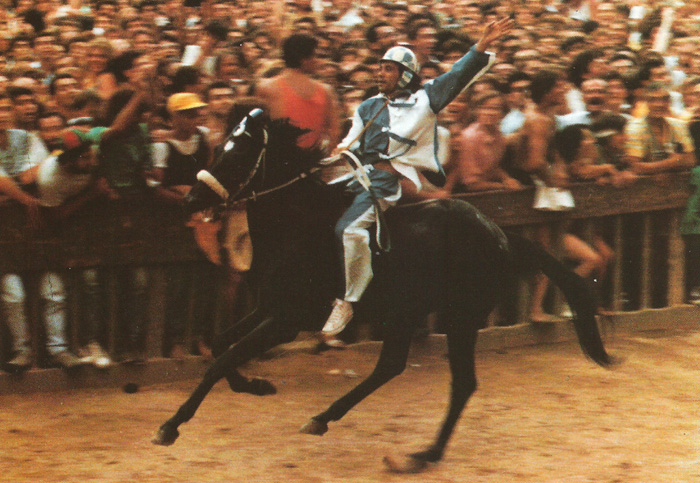
Cianchino e Benito vittoriosi il 16 agosto 1985

Nel 1984 l'Onda montò per la prima volta Cianchino, altro protagonista di quegli anni. Questi, a dorso di Benito, vinse per l'Onda il Palio dell'agosto 1985, in una carriera condotta sin dalle prime battute.
Il 2 luglio 1986, Cianchino su Amore sfiorò il bis per l'Onda, ma fu beffato a pochi metri dalla conclusione dal Drago, con Falchino su Ogiva.
Per l'Onda si aprì un decennio di digiuno, interrotto il 2 luglio 1995: di nuovo Cianchino, su Oriolu de Zamaglia, conquistò per l'Onda il primo Palio trasmesso in streaming su Internet, che per ironia del destino la contrada fece suo dopo aver vinto nel 1932 e nel 1954 i primi Palii diffusi per radio e per televisione.

### Duemila

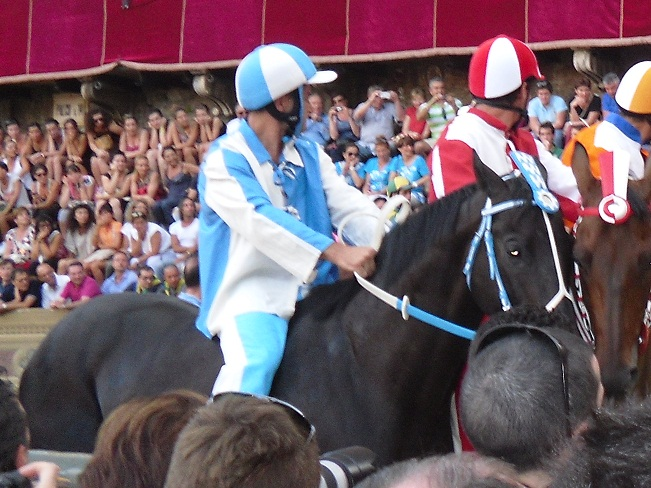
Trecciolino su Ivanov durante la mossa della prima prova del vittorioso Palio del 2 luglio 2012

La prima decade del XXI secolo fu avara di soddisfazioni: dapprima, il 2 luglio 2002, Salasso, in testa fino all'ultimo Casato, fu superato dall'Istrice a causa dell'impatto su un colonnino; poi sette cavalli esordienti consecutivi, ricevuti in sorte dal luglio 2004 all'agosto 2009, inibirono le ambizioni di vittoria ondaiole.

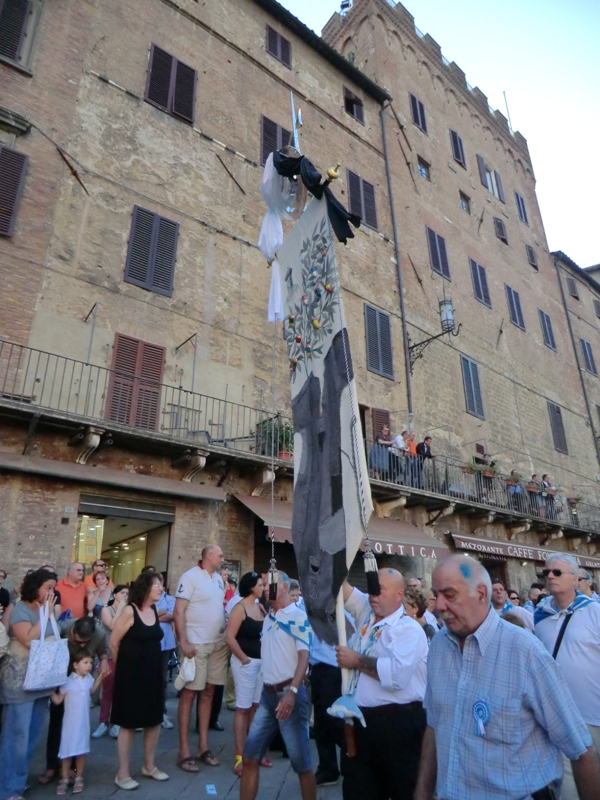
Ondaioli con il drappellone dipinto da Claudio Carli, vinto in occasione del Palio del 2 luglio 2012

Solo il 2 luglio 2012 Trecciolino e Ivanov interruppero un digiuno di 17 anni, conquistando la vittoria al termine di una carriera condotta sin dalla mossa.
Poco più di un anno dopo, al Palio del 16 agosto 2013, l'Onda ricevette in sorte la quotata Morosita Prima e ne affidò la monta a Tittìa, vittorioso a luglio per l'Oca. Dopo una partenza incerta, Tittìa lanciò la cavalla in una forte rimonta, fino a superare al secondo giro, davanti alla Cappella di Piazza, la battistrada Lupa, cogliendo la vittoria.
Il 2 luglio 2015 l'Onda, con Salasso su Osama Bin, non riuscì a impedire il successo della Torre, con Brio proprio su Morosita Prima, giungendo seconda dietro alla rivale.

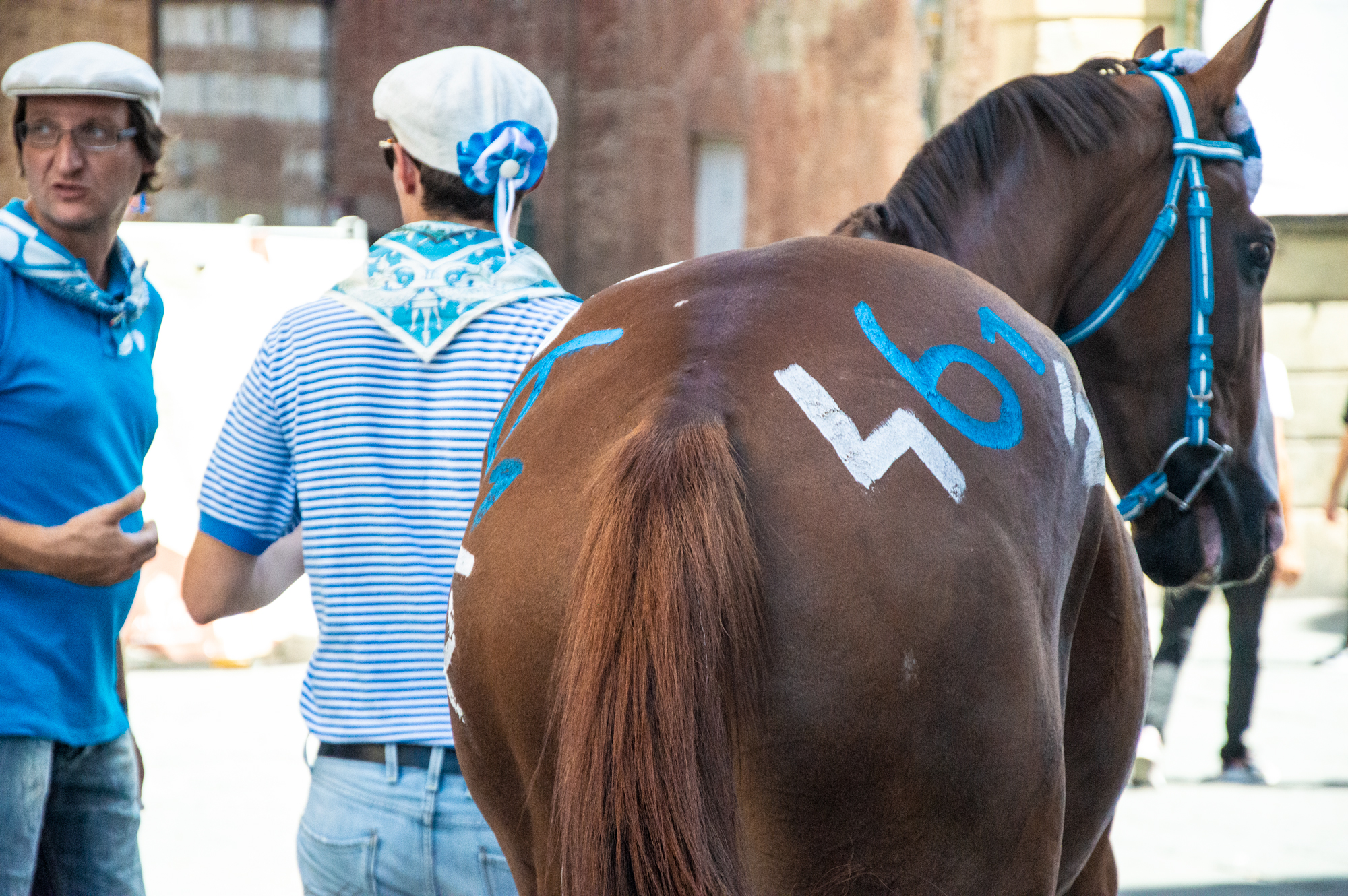
Porto Alabe durante il giro della vittoria, all'indomani del Palio del 16 agosto 2017. Come da tradizione, sui quarti posteriori del cavallo viene riportato il numero della vittoria ottenuta dalla Contrada il giorno precedente

Dopo non aver calcato il tufo per tutto il 2016 (anche a causa di una squalifica scontata ad agosto di quell'anno), l'Onda tornò in Piazza a luglio 2017, richiamando Tittìa per montare Porto Alabe: ma, partito di rincorsa, il binomio di Malborghetto restò nelle retrovie per l'intera carriera.
Al successivo Palio di agosto, dedicato a Giovanni Duprè, l'Onda ebbe di nuovo in sorte Porto Alabe, alla sua decima carriera consecutiva,  ma ancora senza successi, e ne affidò la monta a Brigante. Partita dal terzo posto fra i canapi, l'accoppiata ondaiola lottò per gran parte della carriera con il favorito Montone, all'inseguimento della Chiocciola. All'inizio del terzo giro, Brigante lanciò Porto Alabe all'attacco, distanziando il Montone e superando al terzo San Martino la Chiocciola, fino a cogliere la vittoria.
Di nuovo Brigante fu protagonista al Palio del 4 luglio 2024, rinviato di due giorni per maltempo. L'Onda ricevette in sorte Tabacco, già reduce da due esperienze in Malborghetto, nella seconda delle quali venendo montato proprio da Brigante. L'accoppiata ondaiola, partita terza dietro Oca e Leocorno, prese il comando al secondo giro, fino a portare in via Duprè il quarto trionfo del XXI secolo.

## Rapporti con le altre contrade

### Rivalità
L'Onda riconosce come propria avversaria la Torre. Quest'ultima non fa altrettanto, rendendo quella fra i rioni di Malborghetto e di Salicotto l'unica rivalità unilaterale nell'odierna compagine senese.
Trattasi, comunque, dell'antagonismo tra contrade di cui esista la più antica documentazione, risalente almeno alla prima metà del XVII secolo.
Violenti tafferugli tra i due popoli si registrarono già nel 1622, verosimilmente per divergenze di confine. In effetti, è probabile che ad alimentare la rivalità, all'epoca vissuta anche dalla Torre, fossero la vicinanza territoriale e la condivisione di Piazza del Mercato, principale luogo di confronto fra i due popoli.
Un nuovo scontro ebbe luogo nel 1641. Quell'anno, alla vigilia dell'asinata del 15 agosto, l'Onda subì un grave smacco da parte dei torraioli: gli uomini di Malborghetto affidarono il proprio asino alla Torre, che ne assicurò la restituzione in tempo per la corsa; ma la contrada di Salicotto non fece fede alle promesse e, al danno di non poter partecipare, si aggiunse per l'Onda la beffa della vittoria proprio della Torre.
In risposta, l'Onda organizzò una nuova asinata per il successivo 8 settembre, vinta dalla Civetta.

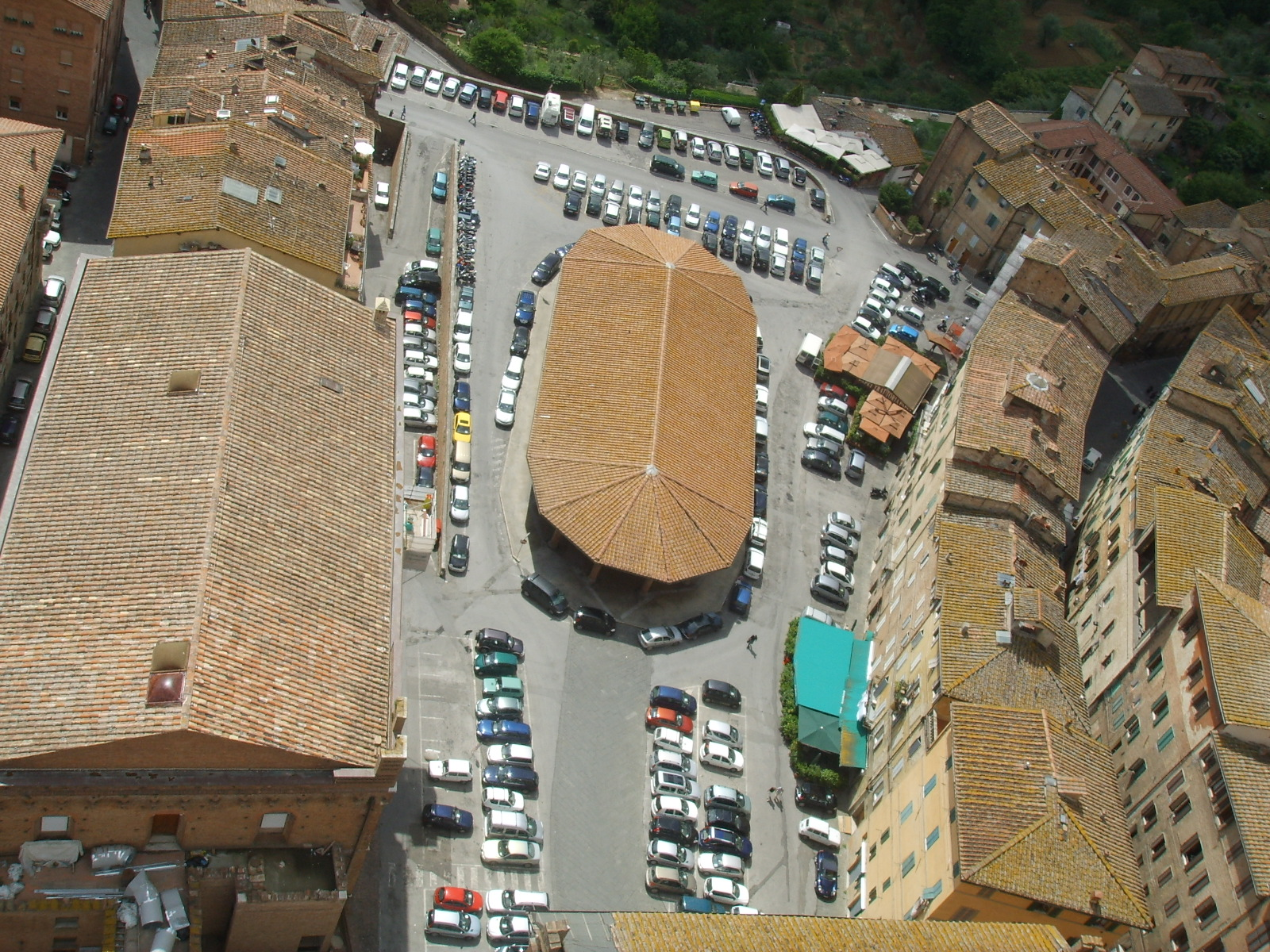
Piazza del Mercato, a Siena, con al centro il "Tartarugone". Ricompresa per metà (lato sinistro nella foto) nel territorio torraiolo e per l'altra metà (lato destro nella foto) in quello ondaiolo, la piazza è stata sovente teatro di scontri fra i popoli delle due contrade, documentati fin dal Seicento

Ciò non bastò a placare il concitato clima fra i due rioni e, tempo dopo, un gruppo di ondaioli sottrasse un tamburo di ottone alla Torre, che per anni ne avrebbe chiesto invano la restituzione.
I tumulti del 1641 dovettero destare forte preoccupazione per l'ordine pubblico, se nel giugno del 1642 le autorità vietarono ai rispettivi capitani di presenziare fino a nuovo ordine alle Feste cittadine, pena l'esilio, prevedendo il supplizio della fune per i contradaioli che avessero provocato ulteriori disordini.
Ma i provvedimenti pubblici produssero deterrenza solo nell'immediato, poiché i relativi popoli tornarono a fronteggiarsi nel 1655, nel 1668 e nel 1679, anticipando i due drammatici episodi consumatisi nei successivi decenni.
Al Palio del 2 luglio 1688 l'Onda fu ostacolata dalla Torre, il cui fantino ne trattenne per le redini il cavallo al Casato, consegnandolo poi a un alfiere torraiolo. Quest'ultimo, al termine della carriera, fu colpito a morte con un'alabarda da un ondaiolo. L'omicida riuscì a darsi alla fuga, mentre i rapporti tra i due popoli si fecero tesissimi, giungendo persino a ritorsioni da parte di proprietari di case e datori di lavoro di ciascuna contrada che sfrattarono gli inquilini e licenziarono i dipendenti dell'altra.
Nel 1703, un evento confermò l'odio fra le due consorelle. L'Onda vinse il Palio di luglio e decise di celebrare la vittoria con una ricorsa da disputarsi il successivo 16 agosto. Vi aderirono 12 contrade: tra le assenze si segnalò quella della Torre, reduce da 13 Palii disputati consecutivamente. L'assemblea di Salicotto deliberò di non aderire alla carriera indetta dall'Onda e, la sera stessa della votazione, tenne una grande festa, a giudizio degli ondaioli (come da essi annotato nel citato Libro primo della contrada) "per dimostrare maggior rancore".
Nel 1709 l'Onda vinse ancora il Palio di luglio, grazie alle citate gesta del fantino Pier Maria, capace di battere la Torre aggrappato alla criniera del cavallo. L'esito di quella carriera turbò i torraioli al punto da chiedere, per il "rammarico insoffribile provato per la perdita di una vittoria tenuta in pugno" per di più "conseguita da uno inimico tanto odiato", e ottenere dalle autorità di essere loro ad organizzare la ricorsa di agosto. L'Onda non aderì, anche in risposta all'assenza torraiola al Palio di agosto da essa indetto sei anni prima.
Nel 1713 i due rioni furono protagonisti di un nuovo fatto di sangue. Il 26 luglio, in occasione della Festa titolare della Torre, scoppiò un alterco tra l'ondaiolo Giovanni Pierucci e il torraiolo Orazio Mannotti, quest'ultimo "capo truppa" e già capitano della contrada. Pierucci fu schiaffeggiato dal Mannotti e allontanato da Salicotto, ma per vendetta attese il torraiolo sulla strada di casa per pugnalarlo: la vittima sopravvisse; l'aggressore si rifugiò nella chiesa di San Salvadore per poi fuggire da Siena, scampando al linciaggio da parte di un gruppo di torraioli armati che, saputo il fatto, avevano invaso Malborghetto. Fu necessario l'intervento delle autorità, le quali, al fine di chiudere una rivalità ormai troppo cruenta, imposero un accordo di pace. La riconciliazione, dopo il voto favorevole delle due assemblee di contrada, fu ufficializzata con un rogito notarile del successivo 10 agosto e con un gesto simbolico: la restituzione alla Torre del tamburo di ottone, che l'Onda affidò per la riconsegna al castellano della Fortezza. Fu su invito di quest'ultimo che l'Onda decise di mutare i colori della bandiera, sostituendo il nero con il turchino.
La rappacificazione fu suggellata da una grande festa in Piazza del Campo, culminata con una sbandierata comune, fuochi artificiali e una cena fra i protettori delle due contrade.
Nei due secoli seguenti si ebbe un deciso miglioramento delle relazioni fra l'Onda e la Torre, anche per l'intensificarsi della rivalità fra quest'ultima e l'Oca. L'unico vero momento di attrito fra le due contrade si registrò al Palio del 2 luglio 1811, che l'Onda, con Caino, concluse seconda dietro alla Torre con Pettiere. Al termine della carriera sorse un diverbio tra i due rioni, sostenendo gli ondaioli che la Torre avesse compiuto solo due giri. Entrambi i popoli si recarono in Provenzano per il Maria Mater Gratiae e solo l'indomani la Torre, dopo che il maire Giulio Ranuccio Bianchi ebbe deciso in suo favore, ricevette il drappellone.
L'Ottocento e i primi anni del Novecento proseguirono serenamente e le due contrade ricorsero sovente ai medesimi fantini nello stesso anno.
Il clima di cordialità fu comprovato da più momenti conviviali comuni in occasione del giro delle rispettive Feste Titolari sin dai primi anni anni '10, nonché dalla decisione ondaiola di rappresentare nella nuova sala delle vittorie inaugurata nel 1911, oltre agli stemmi delle alleate ufficiali Nicchio, Oca e Valdimontone, anche quello della Torre.
Per di più, dopo i fatti del 1909 e del 1925 che avevano posto fine all'alleanza con l'Oca, l'Onda si avvicinò ancor più alla Torre, la quale, in occasione della festa della vittoria ondaiola del Palio del 28 settembre 1928, le prestò alcune arcate in ferro per la scenografia.
Alla carriera di luglio del 1930 si presentò l'occasione per rinsaldare i rapporti tra le due contrade, che ricevettero in sorte i due migliori cavalli. La Torre cercò l'aiuto dell'Onda per tornare al successo che le mancava dal 1910, ma le trattative naufragarono dopo che quest'ultima appurò come i vicini avessero già contattato il fantino ondaiolo Sgonfio al fine di assicurarsene il supporto nel Palio; a indisporre la dirigenza ondaiola fu anche un presunto atteggiamento di eccessiva sicurezza nella vittoria da parte di alcuni dirigenti di Salicotto, che avrebbero lasciato intendere ai propri contradaioli come l'Onda fosse già d'accordo.
Abbandonata ogni idea di supporto alla Torre, l'Onda propose uno scambio di fantini all'Oca, che fu ben disponibile a impedire il trionfo della storica avversaria: lo Sgonfio passò così in Fontebranda, da cui giunse Picino. Lo scambio di monte fu visto come un tradimento dai torraioli e in occasione della prova generale scoppiò una rissa tra i due popoli.
L'Onda vinse quel Palio e tornò a riconoscere la Torre quale propria rivale, riservandole versi assai eloquenti già nel sonetto della vittoria: "(...) Dapprima strombazzavano / d'averci già asserviti / e in un secondo tempo / si dissero traditi/ (...) È bene che si sappia / in Salicotto e fuori / che l'Onda è una contrada / che non vuole tutori".
Nulla di analogo è avvenuto da parte della Torre, la quale non ha più considerato l'Onda come contrada avversaria, concentrandosi sulla sola rivalità con l'Oca.
Tale contesto ha prodotto un singolare rapporto fra i due rioni.
Da un lato, l'Onda dà molta rilevanza alla rivalità con la Torre: ne ha dato dimostrazione, tra gli altri episodi, con il duro ostacolo del fantino ondaiolo Mezz'etto al torraiolo Vittorino durante la mossa della carriera straordinaria del 4 settembre 1960; o, ancor più, con il decisivo impedimento compiuto da Marasma ai danni di Spillo, portacolori della Torre, alla mossa del Palio del 17 agosto 1980, al termine del quale il territorio dell'Onda fu invaso dai contradaioli di Salicotto.
Dall'altro lato, invece, la Torre guarda all'Onda tutt'al più a una "vicina molesta", quantunque negli anni non siano mancati episodi di scherno né di ostilità verso i dirimpettai.
Il 16 agosto 1948, Ganascia, nella Torre, ostacolò durante le fasi della mossa, con la collaborazione del brucaiolo Ghisa, l'ondaiolo Pietrino, tra i favoriti a dorso di Piero.
Neanche due anni dopo, la notte dopo la carriera straordinaria del 28 maggio 1950, la Torre celebrò la sconfitta dell'Onda inscenandone una sorta di "funerale" e illuminandone le case con due potenti riflettori installati in Salicotto e rivolti verso Malborghetto, sotto il fragoroso suono di una sirena.
Per di più, dopo che l'Onda vinse il successivo Palio di luglio, i contradaioli della Torre, che neppure aveva corso, ne aggredirono il fantino Ciancone, costringendolo a rifugiarsi nel Palazzo Pubblico e scatenando un tafferuglio con gli ondaioli.
Nel Numero Unico edito dalla Torre dopo la vittoria dell'agosto 1961 fu schernita l'Oca, ma il sonetto della vittoria riportava un chiaro riferimento all'Onda, definita in tono irridente "un pesciolino".
Tuttavia, la sera del Palio di agosto del 1972, che l'Onda vinse approfittando della caduta al terzo San Martino dell'ocaiolo Aceto, i torraioli celebrarono in Piazza del Campo la sconfitta dell'Oca.
Nei decenni a seguire, nuovi episodi hanno confermato i rapporti assai tesi fra i due rioni. Ai citati tafferugli nel dopopalio dell'agosto 1980, se ne registrarono di nuovi in occasione delle carriere dell'Assunta del 1988, del 1992 e del 1993.
Al primo giro del Palio del 16 agosto 1997, un monturato ondaiolo lanciò la mazza di un tamburo contro Votta Votta e Cianchino, accoppiata della favorita Torre, venendo punito con 20 Palii di squalifica.
Da ultima, al termine del Palio del 16 agosto 2015, una rissa tra i due popoli in Piazza del Campo costò all'Onda un Palio di squalifica.

### Alleanze

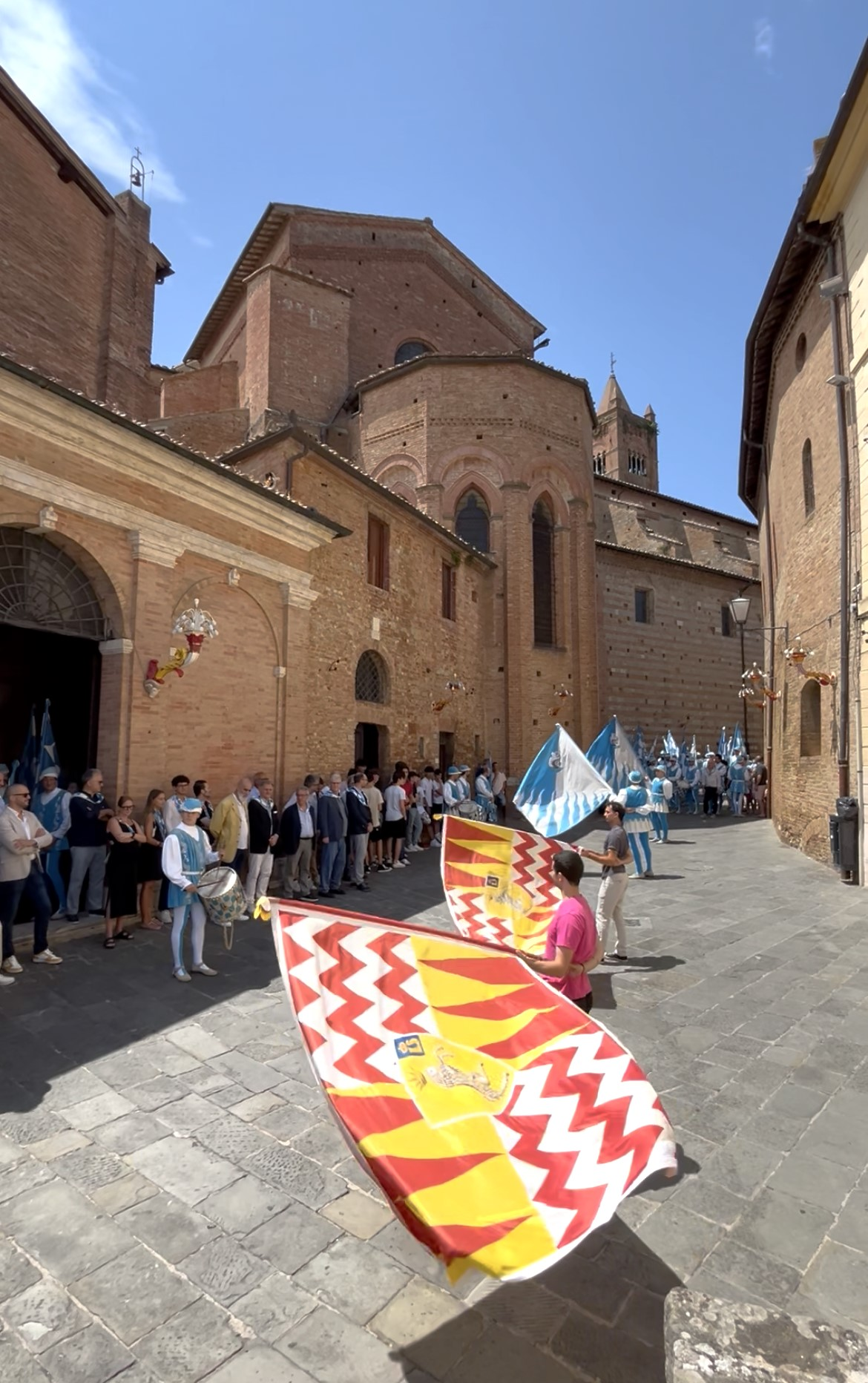
Omaggio dell'Onda, durante il giro in occasione della propria Festa Titolare, all'alleata Valdimontone

L'Onda intrattiene rapporti di alleanza con tre contrade: Nicchio, Tartuca e Valdimontone.
Antiche sono le alleanze con il Nicchio, in auge dal 1684, e con il Montone, risalente al 1781.
Particolare è il fatto che tali due contrade siano tra loro avversarie, pur non essendolo all'epoca in cui divennero alleate dell'Onda. Anzi, allorché la contrada di Malborghetto si alleò con il Montone, fra quest'ultimo e il Nicchio vigeva un'alleanza nata nel 1685.
L'alleanza con la Tartuca è più recente: fu ufficializzata solo nel 1933, pur esistendo di fatto sin dal 1930, quando l'Onda entrò nel "TONO".
Fino al 1966 l'Onda è stata alleata dell'Oca: trattavasi di un legame molto antico, risalente alla prima metà del Seicento, sia pure con una momentanea interruzione dal 1925 al 1930.
La fine del TONO nel 1934 non guastò i rapporti fra Onda e Oca, complice la comune rivalità con la Torre, ma in occasione del Palio di agosto del 1966 la loro alleanza si chiuse di nuovo, stavolta definitivamente. 
I prodromi di quell'evento risalgono alla carriera del 16 agosto 1961, quando vinse la Torre, entrata di rincorsa approfittando dell'Oca al nono posto tra i canapi rigirata, con Ciancone su Capriola. Costui, a fine Palio, fu malmenato dagli ocaioli e per anni non osò tornare a Siena.
Nel 1966 fu l'Onda a richiamarlo per montare Sambrina. Ciancone giunse alla provaccia e il barbaresco dell'Oca, quando lo riconobbe nell'Entrone, lo aggredì. Il gesto suscitò la reazione del barbaresco ondaiolo e di lì a poco uno scontro tra i due popoli, che indusse l'Onda a sciogliere l'alleanza.

## Vittorie

### Vittorie ufficiali
Le seguenti sono le vittorie ufficialmente riconosciute all'Onda dal Comune di Siena e attestate nell'Albo delle vittorie del Palio:
| N° vittoria                     | Data              | Fantino                                 | Cavallo                                     |
| ------------------------------- | ----------------- | --------------------------------------- | ------------------------------------------- |
| 1                               | 2 luglio 1671     | Bacchino                                | Cavallo del pievano di Rosia                |
| 2                               | 7 giugno 1676     | Bacchino                                | Barberino                                   |
| 3                               | 2 luglio 1692     | Monco                                   | ?                                           |
| Vittorie nel XVII secolo: 3     |                   |                                         |                                             |
| 4                               | 2 luglio 1703     | Giuseppe Galardi detto Pelliccino       | Leprino di Buonconvento                     |
| 5                               | 2 luglio 1709     | Pier Maria                              | Leardo della Posta di Siena                 |
| 5 ½                             | 16 agosto 1713    | Giovan Battista Pistoi detto Cappellaro | Barbarino                                   |
| 6 ½                             | 16 agosto 1714    | Morino                                  | Morello della Posta di Siena                |
| 7 ½                             | 3 luglio 1757     | Antonio Giovannetti detto Bastianone    | Trappolino                                  |
| 8 ½                             | 2 luglio 1779     | Mattia Mancini detto Bastiancino        | Stornello di Stefano Ricci                  |
| 9 ½                             | 16 agosto 1779    | Giuseppe Brecchi detto Brecchino        | Baio di Pietro Nepi                         |
| 10 ½                            | 18 agosto 1783    | Isidoro Bianchini detto Dorino          | Morello bruciato di Lodovico Dei            |
| 11 ½                            | 2 luglio 1784     | Isidoro Bianchini detto Dorino          | Baio scuro di Lorenzo Bazzani               |
| 12 ½                            | 2 luglio 1790     | Isidoro Bianchini detto Dorino          | Baio chiaro di Giuseppe Manetti             |
| Vittorie nel XVIII secolo: 91/2 |                   |                                         |                                             |
| 13 ½                            | 16 agosto 1802    | Matteo Marzi detto Mattiaccio           | Novano                                      |
| 14 ½                            | 2 luglio 1810     | Niccolò Chiarini detto Caino            | Morello balzano di Stanislao Pezzuoli       |
| 15 ½                            | 2 luglio 1819     | Filippo Rossi detto Vecchia             | Morello di Galgano Parronchi                |
| 16 ½                            | 16 agosto 1825    | Niccolò Chiarini detto Caino            | Morello maltinto di Giovanni Bianciardi     |
| 17 ½                            | 15 agosto 1848    | Francesco Santini detto Gobbo Saragiolo | Storno di Assunto Grassellini               |
| 18 ½                            | 16 agosto 1849    | Francesco Santini detto Gobbo Saragiolo | Morello di Leonardo Barbetti                |
| 19 ½                            | 17 agosto 1851    | Antonio Guasqui detto Folaghino         | Morella con piccola stella di Santi Franci  |
| 20 ½                            | 15 agosto 1856    | Angiolo Fabbri detto Spagnoletto        | Morello di Guglielmo Micheli                |
| 21 ½                            | 27 aprile 1860    | Giuseppe Buoni detto Figlio di Bonino   | Morello stellino di Federigo Bandini        |
| 22 ½                            | 28 settembre 1862 | Mario Bernini detto Bachicche           | Morello di Santi Franci                     |
| 23 ½                            | 2 luglio 1868     | Pietro Locchi detto Paolaccino          | Storno di Luigi Grandi                      |
| 24 ½                            | 15 agosto 1870    | Pietro Locchi detto Paolaccino          | Baia di Leopoldo Venturini                  |
| 25 ½                            | 3 luglio 1892     | Ulisse Betti detto Bozzetto             | Baia striscia in fronte di Genesio Sampieri |
| 26 ½                            | 29 maggio 1893    | Ulisse Betti detto Bozzetto             | Baia marrone di Vincenzo Ramalli            |
| Vittorie nel XIX secolo: 14     |                   |                                         |                                             |
| 27 ½                            | 2 luglio 1902     | Francesco Menchinelli detto Pallino     | Ponona                                      |
| 28 ½                            | 14 settembre 1928 | Romolo Maggi detto Sgonfio              | Giacca                                      |
| 29 ½                            | 3 luglio 1930     | Angelo Meloni detto Picino              | Lina                                        |
| 30 ½                            | 3 luglio 1932     | Fernando Leoni detto Ganascia           | Gobba di Vescona                            |
| 31 ½                            | 2 luglio 1950     | Giuseppe Gentili detto Ciancone         | Gioia                                       |
| 32 ½                            | 2 luglio 1954     | Giorgio Terni detto Vittorino           | Gaudenzia                                   |
| 33 ½                            | 2 luglio 1969     | Giuseppe Gentili detto Ciancone         | Sambrina                                    |
| 34 ½                            | 16 agosto 1972    | Antonio Zedde detto Valente             | Orbello                                     |
| 35 ½                            | 2 luglio 1980     | Mauro Matteucci detto Marasma           | Miura                                       |
| 36 ½                            | 16 agosto 1985    | Salvatore Ladu detto Cianchino          | Benito III                                  |
| 37 ½                            | 2 luglio 1995     | Salvatore Ladu detto Cianchino          | Oriolu de Zamaglia                          |
| Vittorie nel XX secolo: 11      |                   |                                         |                                             |
| 38 ½                            | 2 luglio 2012     | Luigi Bruschelli detto Trecciolino      | Ivanov                                      |
| 39 ½                            | 16 agosto 2013    | Giovanni Atzeni detto Tittìa            | Morosita Prima                              |
| 40 ½                            | 16 agosto 2017    | Carlo Sanna detto Brigante              | Porto Alabe                                 |
| 41 ½                            | 4 luglio 2024     | Carlo Sanna detto Brigante              | Tabacco                                     |
| Vittorie nel XXI secolo: 4      |                   |                                         |                                             |

#### Statistiche

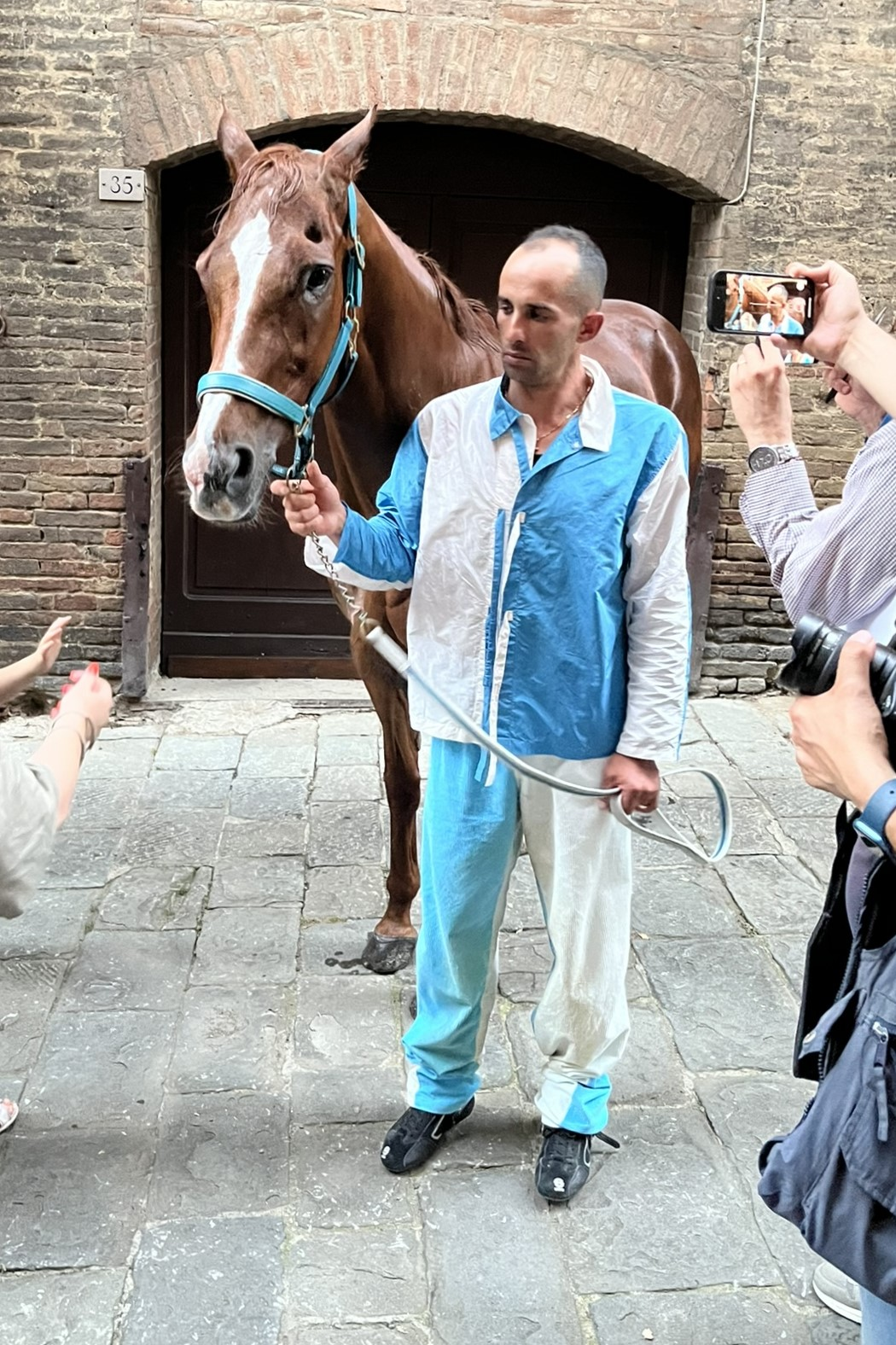
Tabacco e Brigante, ultima accoppiata vincitrice per l'Onda, fautori della vittoria del 4 luglio 2024

- Il fantino più vittorioso per l'Onda nella storia del Palio è Dorino con 3 successi.[161] Seguono Bacchino, Caino, Gobbo Saragiolo, Paolaccino, Bozzetto, Ciancone, Cianchino e Brigante con 2.
- Ciancone è il fantino che ha corso più Palii per l'Onda: 12.[161]
- Sono 25 i fantini che hanno esordito correndo nell'Onda. Uno di essi riuscì a vincere in occasione del debutto col giubbetto biancoceleste: Spagnoletto, il 15 agosto 1856.[295]
- Nessun cavallo ha mai vinto più di un Palio per l'Onda.
- Il cavallo di cui sia accertato il maggior numero di Palii corsi per l'Onda è Montalcino, con 4 carriere disputate fra il 1711 e il 1717.[296] A partire dal XX secolo, quelli che hanno corso più carriere sono Porto Alabe e Tabacco, ciascuno con 3 Palii disputati, di cui uno vinto.[297]
- L'Onda ha fatto cappotto una volta, nel 1779.
- L'Onda ha vinto 36 e ½ Palii ordinari (22 a luglio, 14 e ½ ad agosto) e 5 Palii straordinari.
- L'Onda non ha mai vinto con il cavallo scosso.
- L'Onda ha portato la "cuffia" una volta, dal 16 luglio 1887 al 3 luglio 1892.
- Il periodo più lungo senza vittorie per l'Onda fu dal 16 agosto 1714 al 3 luglio 1757, per un totale di 42 anni, 10 mesi e 16 giorni.[298]

### Vittorie attribuite
L'Onda si attribuisce 47 vittorie e mezza, 6 in più rispetto a quelle ufficiali:
| N° vittoria | Data           | Fantino                    | Cavallo | Note |
| ----------- | -------------- | -------------------------- | ------- | --- |
| 1           | 15 agosto 1581 | un ragazzo piccolo         | ?       | Palio alla lunga |
| 2           | 14 luglio 1641 | ?                          | ?       | Palio indetto dal principe Mattias de' Medici, governatore di Siena, per celebrare il compleanno del fratello Ferdinando II, granduca di Toscana. Un'altra fonte lo attribuisce alla Torre. |
| 3           | 9 maggio 1643  | ?                          | ?       | Palio indetto dalla Balìa per celebrare il compleanno del principe Mattias de' Medici, governatore di Siena |
| 4           | 2 luglio 1666  | Pier Domenico da Barberino | ?       | Palio che l'Onda si attribuisce sulla base di una delibera del 1669, contenuta nel proprio archivio, ove si dispone la vendita dei premi di questo e del Palio vinto nel 1669. Il dato trova conferma anche nell'archivio dell'Oca. Altre fonti lo assegnano al Leocorno, al Nicchio e al Valdimontone. |
| 5           | 2 luglio 1669  | Pier Domenico da Barberino | ?       | Palio attribuito per gli stessi motivi di quello del 1666. Altre fonti lo attribuiscono all'Istrice e alla Torre. |
| 6           | 2 luglio 1679  | Bacchino                   | ?       | Palio con 13 contrade, non riconosciuto dal Comune. |

### Altre vittorie
Seguono le vittorie documentate dell'Onda in manifestazioni diverse dal Palio alla tonda disputato in Piazza del Campo o da quello alla lunga:
| Tipologia         | Data              | Note                                                |
| ----------------- | ----------------- | --------------------------------------------------- |
| Palio rionale     | 6 agosto 1581     | Carriera indetta dalla Torre                        |
| Bufalata          | 25 luglio 1599    | Bufalata organizzata dalla Torre                    |
| Bufalata          | 1609              | -                                                   |
| Asinata           | 1612              | Asinata indetta dal granduca Cosimo II de' Medici   |
| Gioco delle pugna | 1614              | Pugna vinta insieme ad Aquila, Pantera e Selva      |
| Bufalata          | 1623              | -                                                   |
| Bufalata          | 1630              | -                                                   |
| Bufalata          | 1639              | Bufalata con 21 contrade, indetta dal Leocorno      |
| Palio di Cetinale | 17 settembre 1684 | Palio indetto dalla famiglia Chigi a Villa Cetinale |

## Masgalano

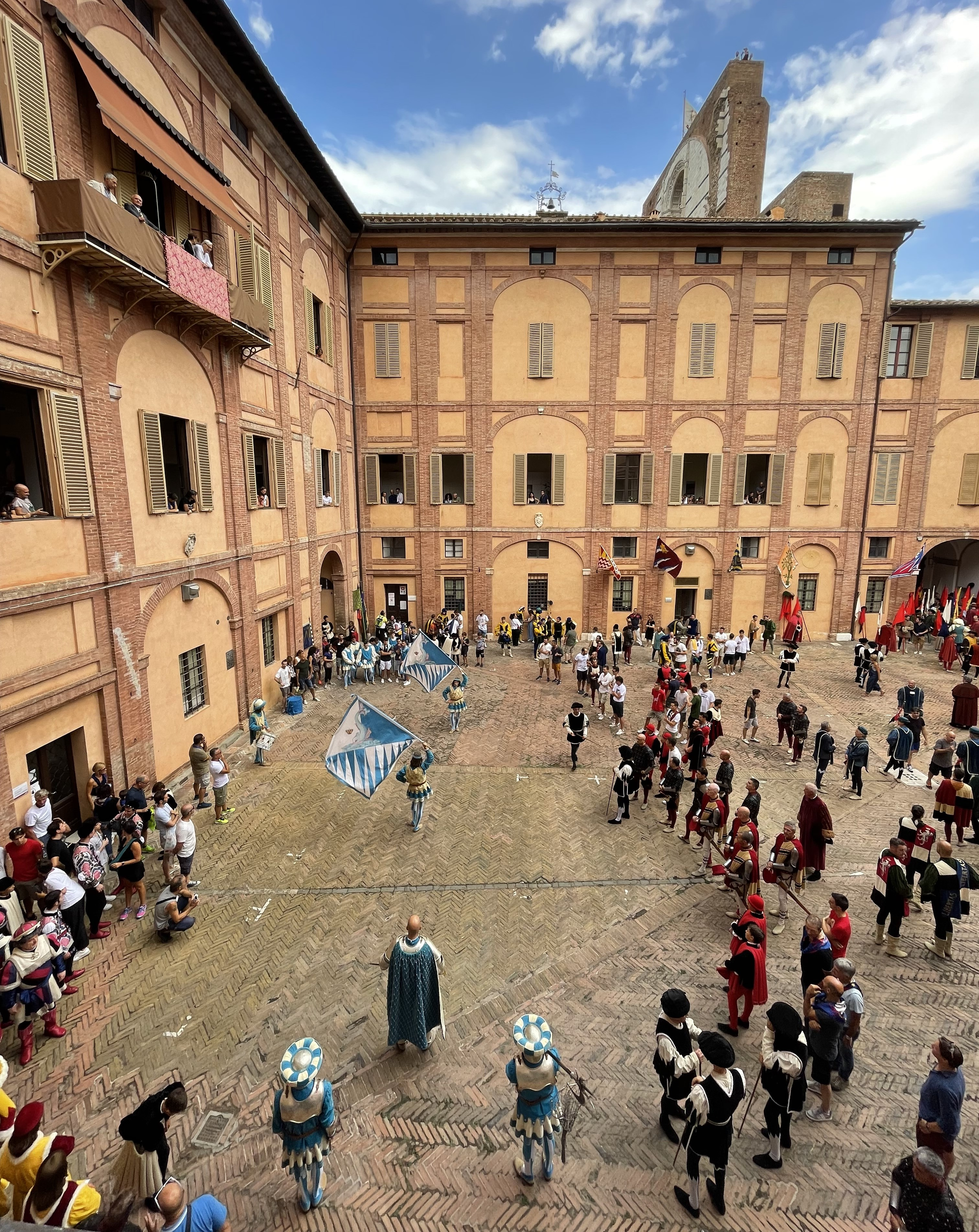
Esibizione della Comparsa dell'Onda prima del Palio, presso il cortile del Palazzo Reale

A partire dal suo ripristino in occasione della carriera del 16 agosto 1950, l'Onda ha vinto per quattro volte il masgalano, premio destinato alla comparsa ritenuta dall'apposita giuria la migliore per eleganza, dignità di portamento e coordinazione nella passeggiata storica che precede il Palio.
| Numero | Palio/ Anno      | Committente                     | Autore                   | Dedica                                            |
| ------ | ---------------- | ------------------------------- | ------------------------ | ------------------------------------------------- |
| 1      | 16 agosto 1955   | Comitato Amici del Palio        | Bottega orafa italiana   | -                                                 |
| 2      | 1977             | Banca Monte dei Paschi di Siena | Oscar Staccioli          | III centenario della nascita di Sallustio Bandini |
| 3      | 1989             | CNA - Siena                     | artigiani senesi         | -                                                 |
| 4      | 9 settembre 2000 | Consorzio elettricisti senesi   | Vittoria Marziari Donati | XXV anniversario della fondazione del CEIS        |

Tuttavia, nelle epoche passate, prima della temporanea scomparsa del masgalano, l'Onda lo vinse almeno dieci volte: al Palio rionale indetto dal Drago nel giugno 1581; alle bufalate del 2 settembre 1601 e del 3 novembre 1650; al Palio del 2 luglio 1658; ai Palii straordinari dell'8 giugno 1680, dell'8 giugno 1683 e del 9 settembre 1685; e ai Palii ordinari di luglio del 1692, del 1693 e del 1714.
Alle bufalate del 1612 e del 20 ottobre 1632 l'Onda fu premiata per la migliore "inventione" (carro allegorico).

### Minimasgalano
A partire dal 1973, si tiene in ottobre la manifestazione del "Minimasgalano", nata su iniziativa della Torre e riservata ai bambini di tutte le contrade che alla data del 31 ottobre dell'anno in corso non abbiano ancora compiuto 14 anni. Una giuria valuta la comparsa di ogni contrada, composta da un tamburino e due alfieri, che si esibiscono in Piazza del Campo nelle fasi previste per l'assegnazione del Masgalano.
L'Onda si è aggiudicata il premio due volte.
| Numero | Anno | Committente                         | Autore               |
| ------ | ---- | ----------------------------------- | -------------------- |
| 1      | 1985 | Società Giovani Torraioli           | Laboratorio La Giara |
| 2      | 2000 | Contradaioli extramoenia di Firenze | Mauro Conti          |

## Numeri unici
Il numero unico è una speciale pubblicazione con cui una contrada celebra la conquista di un Palio, secondo una tradizione inaugurata dal Nicchio nel 1932. 
Il primo numero unico dell'Onda fu "Lo sgabello", edito per commemorare la vittoria del 2 luglio 1950. Ad oggi ne ha pubblicati undici, l'ultimo in occasione del successo del 4 luglio 2024.
| Numero | Palio          | Titolo                                         |
| ------ | -------------- | ---------------------------------------------- |
| 1      | 2 luglio 1950  | Lo sgabello                                    |
| 2      | 2 luglio 1954  | Teleondata                                     |
| 3      | 2 luglio 1969  | Il polverone                                   |
| 4      | 16 agosto 1972 | Un Palio, una Contrada                         |
| 5      | 2 luglio 1980  | La GiocOnda                                    |
| 6      | 16 agosto 1985 | Onda Capital                                   |
| 7      | 2 luglio 1995  | Oltre                                          |
| 8      | 2 luglio 2012  | L'Onda perfetta                                |
| 9      | 16 agosto 2013 | Tranquilli c'è anche agosto / Generazione Onda |
| 10     | 16 agosto 2017 | La Linea d'Onda                                |
| 11     | 4 luglio 2024  | Dalla nostr'anima                              |